# Lista de espécies do gênero Dendrobium
Dendrobium é um grande gênero de orquídeas, contendo 1200 espécies.
Algumas ex-especies de Dendrobium estão postas aqui nesta lista hoje; veja em abaixo para mais informações.

## A
- Dendrobium aberrans
- Dendrobium acaciifolium J.J.Sm.

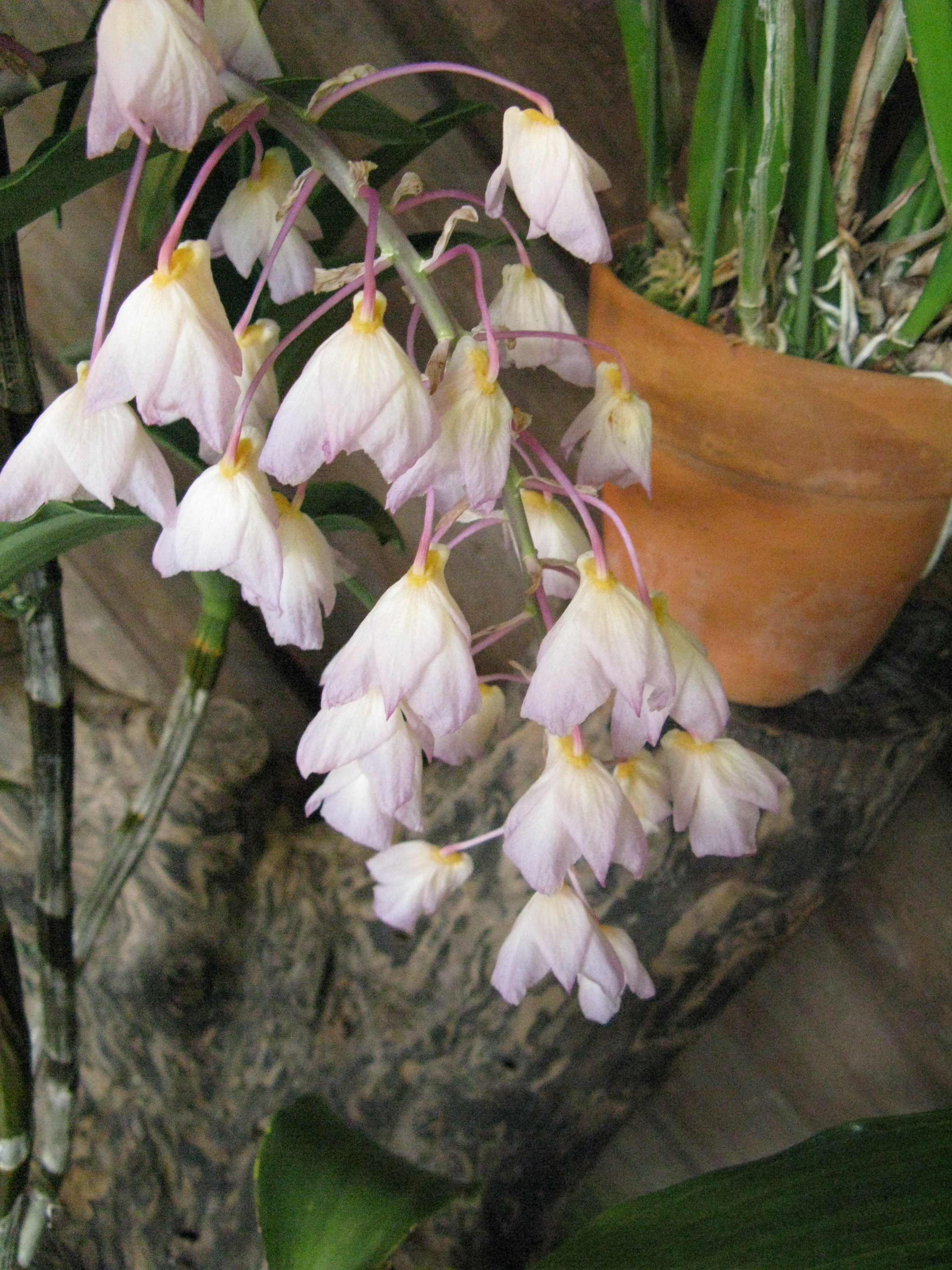
Dendrobium amabile

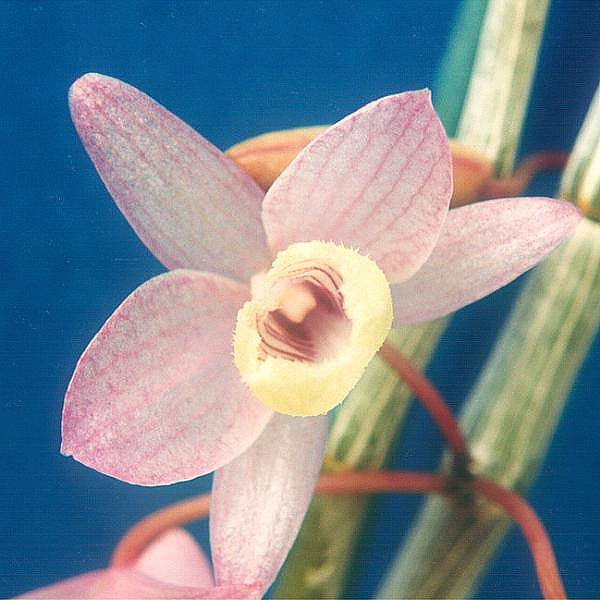
Dendrobium aphyllum

- Dendrobium acanthophippiiflorum J.J.Sm.
- Dendrobium acerosum
- Dendrobium acianthum
- Dendrobium aciculare
- Dendrobium acinaciforme
- Dendrobium aclinia
- Dendrobium acuminatissimum
- Dendrobium acutifolium
- Dendrobium acutilobum
- Dendrobium acutimentum
- Dendrobium acutisepalum
- Dendrobium adae
- Dendrobium adamsii
- Dendrobium aduncum
- Dendrobium aemulum
  - Dendrobium aemulum var. aemulum
  - Dendrobium aemulum var. callitrophilum
- Dendrobium affine
- Dendrobium agathodaemonis gênero válido? J.J.Sm.
- Dendrobium agrostophylloides
- Dendrobium agrostophyllum
- Dendrobium agusanense
- Dendrobium alabense
- Dendrobium alaticaulinum
- Dendrobium albayense
- Dendrobium albosanguineum
- Dendrobium alboviride
- Dendrobium alderwereltianum
- Dendrobium alexandrae
- Dendrobium aliciae
- Dendrobium aloefolium
- Dendrobium alterum
- Dendrobium alticola
- Dendrobium amabile
- Dendrobium amboinense
- Dendrobium ambotiense
- Dendrobium amethystoglossum
- Dendrobium amoenum
- Dendrobium amphigenyum
- Dendrobium anamalayanum
- Dendrobium anceps
- Dendrobium × andersonianum
- Dendrobium andreemillarae
- Dendrobium angiense
- Dendrobium angulatum
- Dendrobium angustiflorum
- Dendrobium angustipetalum
- Dendrobium angustispathum
- Dendrobium annae
- Dendrobium annamense
- Dendrobium annuligerum
- Dendrobium anosmum
- Dendrobium antennatum (às vezes classificado em Ceratobium)
- Dendrobium anthrene
- Dendrobium apertum
- Dendrobium aphanochilum
- Dendrobium aphrodite
- Dendrobium aphyllum
- Dendrobium appendicula
- Dendrobium aqueum
- Dendrobium araneum
- Dendrobium argiense
- Dendrobium aridum
- Dendrobium aries
- Dendrobium aristiferum
- Dendrobium armeniacum
- Dendrobium armitiae
- Dendrobium aromaticum
- Dendrobium arthrobulbum
- Dendrobium asperatum
- Dendrobium asperifolium Gênero válido? J.J.Sm.
- Dendrobium asphale
- Dendrobium assamicum
- Dendrobium atavus
- Dendrobium atjehense
- Dendrobium atromarginatum Gênero válido? J.J.Sm.
- Dendrobium atropurpureum
- Dendrobium atrorubens
- Dendrobium atroviolaceum
- Dendrobium attenuatum
- Dendrobium aurantiflammeum
- Dendrobium aurantiroseum
- Dendrobium auriculatum
- Dendrobium austrocaledonicum
- Dendrobium auyongii
- Dendrobium axillare
- Dendrobium ayubii

## B
- Dendrobium babiense
- Dendrobium baeuerlenii
- Dendrobium baileyi
- Dendrobium balzerianum
- Dendrobium bambusifolium
- Dendrobium bambusiforme
- Dendrobium bambusinum
- Dendrobium bandaense
- Dendrobium barbatulum
- Dendrobium barbatum
- Dendrobium barisanum
- Dendrobium basilanense
- Dendrobium beamanianum

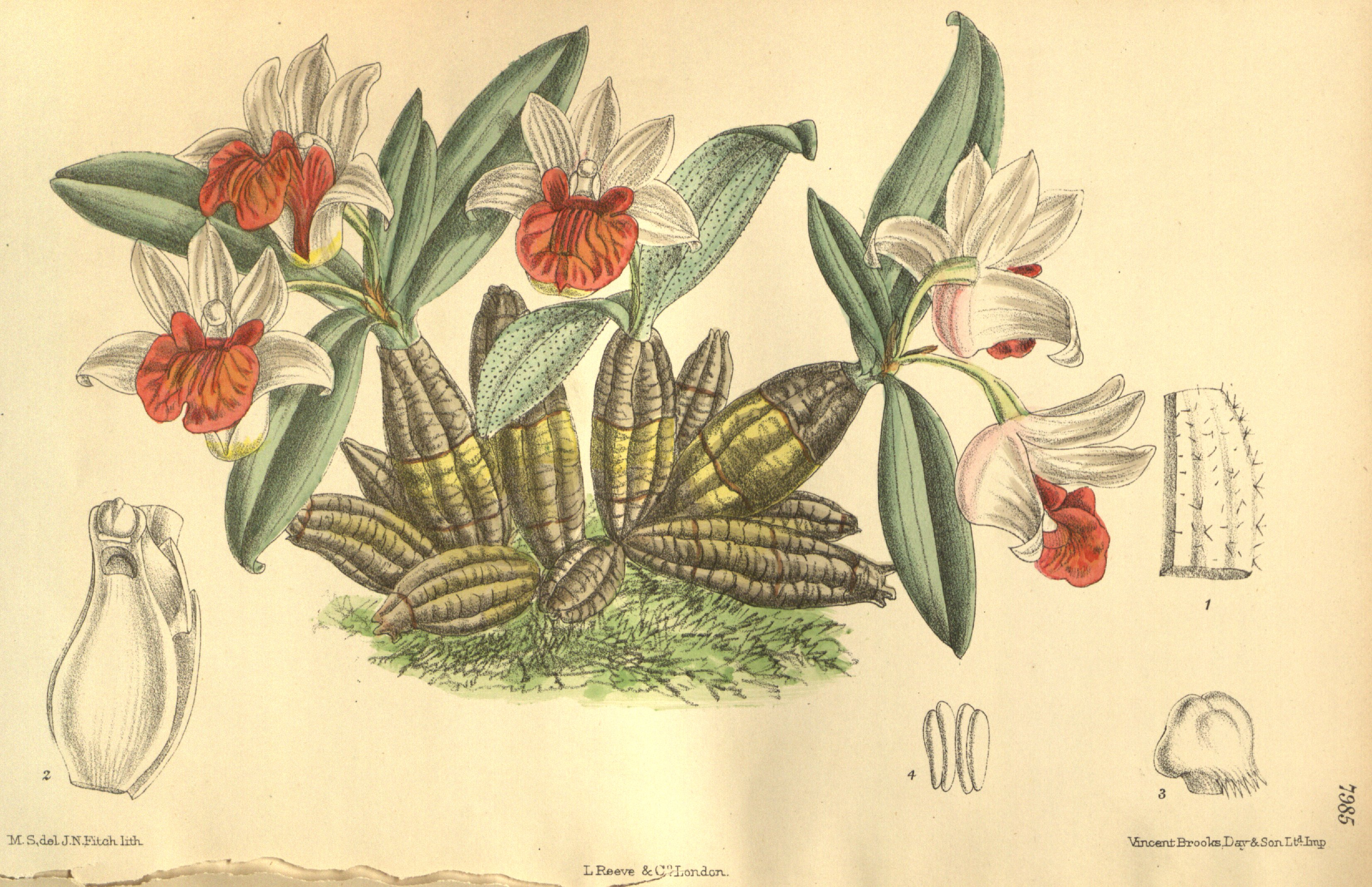
Dendrobium bellatulum

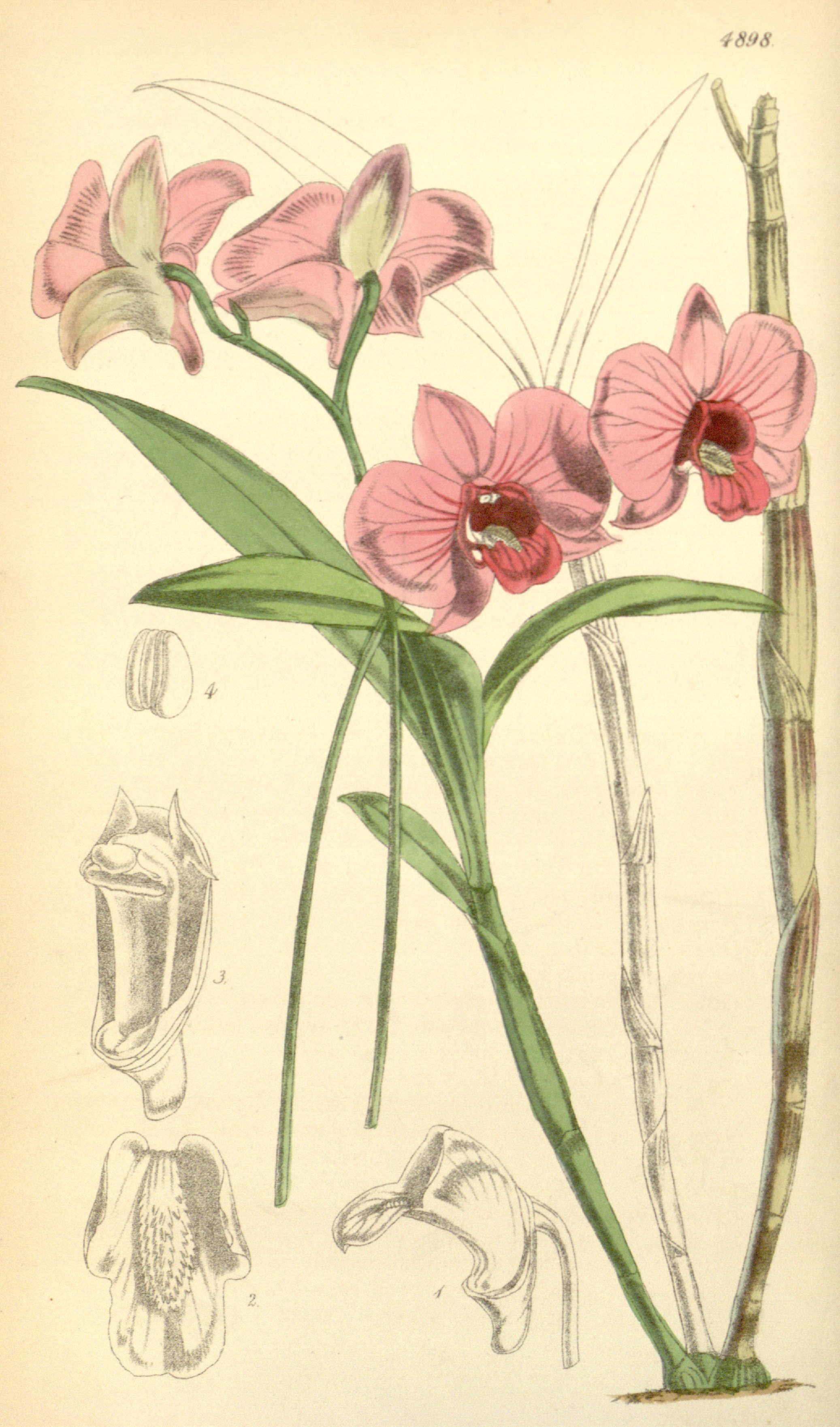
Dendrobium bigibbum

- Dendrobium beckleri Gênero válido?
- Dendrobium bellatulum
- Dendrobium bensoniae
- Dendrobium bicallosum
- Dendrobium bicameratum
- Dendrobium bicaudatum
- Dendrobium bicornutum
- Dendrobium bifalce
- Dendrobium bifarium
- Dendrobium biflorum
- Dendrobium bigibbum
  - Dendrobium bigibbum var. album
  - Dendrobium bigibbum var. candicum
- Dendrobium bihamulatum
- Dendrobium bilobulatum
- Dendrobium bilobum
- Dendrobium biloculare
- Dendrobium binoculare
- Dendrobium bipulvinatum
- Dendrobium bismarckiense
- Dendrobium blanche-amesiae
- Dendrobium blumei
- Dendrobium bostrychodes
- Dendrobium boumaniae
- Dendrobium bowmannii
- Dendrobium brachyanthum
- Dendrobium brachycalyptra
- Dendrobium brachycentrum
- Dendrobium brachypus  (ex-D. gracilicaule var. brachypus)
- Dendrobium bracteosum
- Dendrobium branderhorstii
- Dendrobium brassii
- Dendrobium brevicaudum
- Dendrobium brevicaule
  - Dendrobium brevicaule ssp. brevicaule
  - Dendrobium brevicaule ssp. calcarium
  - Dendrobium brevicaule ssp. pentagonum
- Dendrobium brevilabium
- Dendrobium brevimentum
- Dendrobium brunnescens
- Dendrobium brymerianum
- Dendrobium buffumii
- Dendrobium bukidnonense
- Dendrobium bulbophylloides
- Dendrobium bullenianum
- Dendrobium bunuanense
- Dendrobium busuangense

## C
- Dendrobium cabadharense

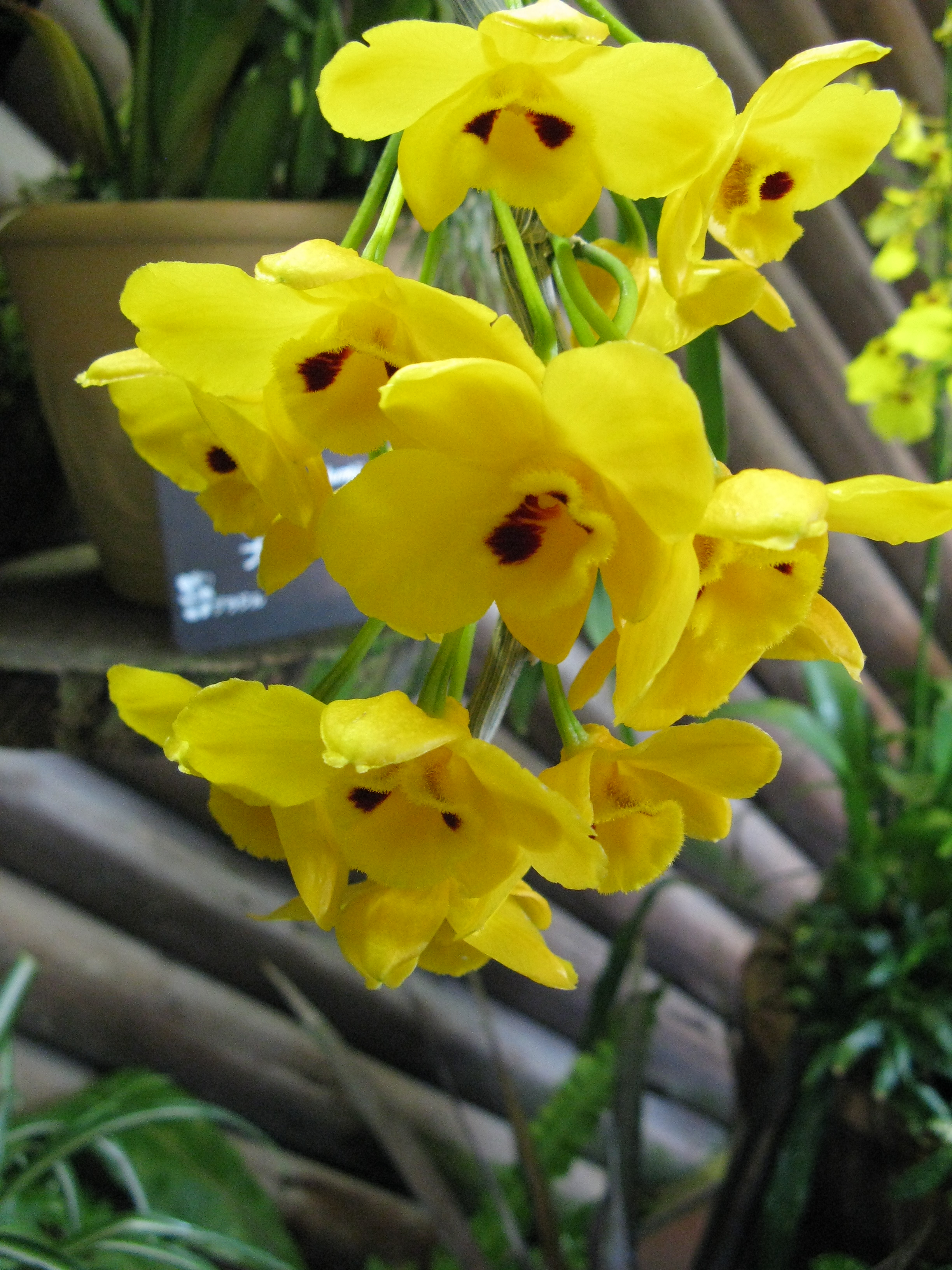
Dendrobium chrysanthum

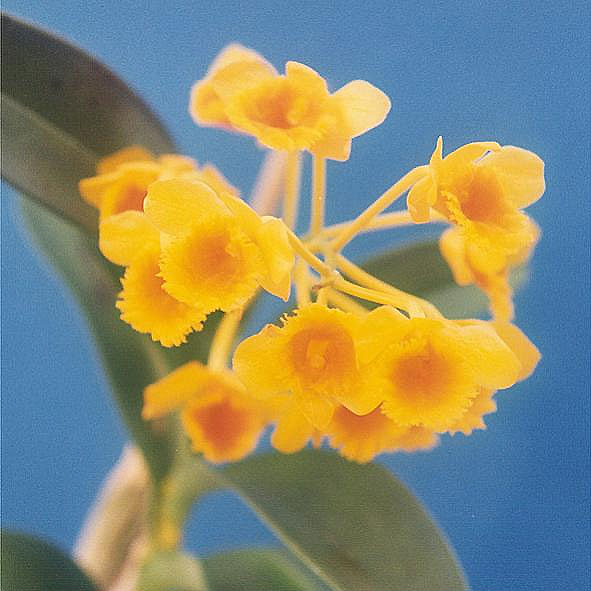
Dendrobium chrysotoxum

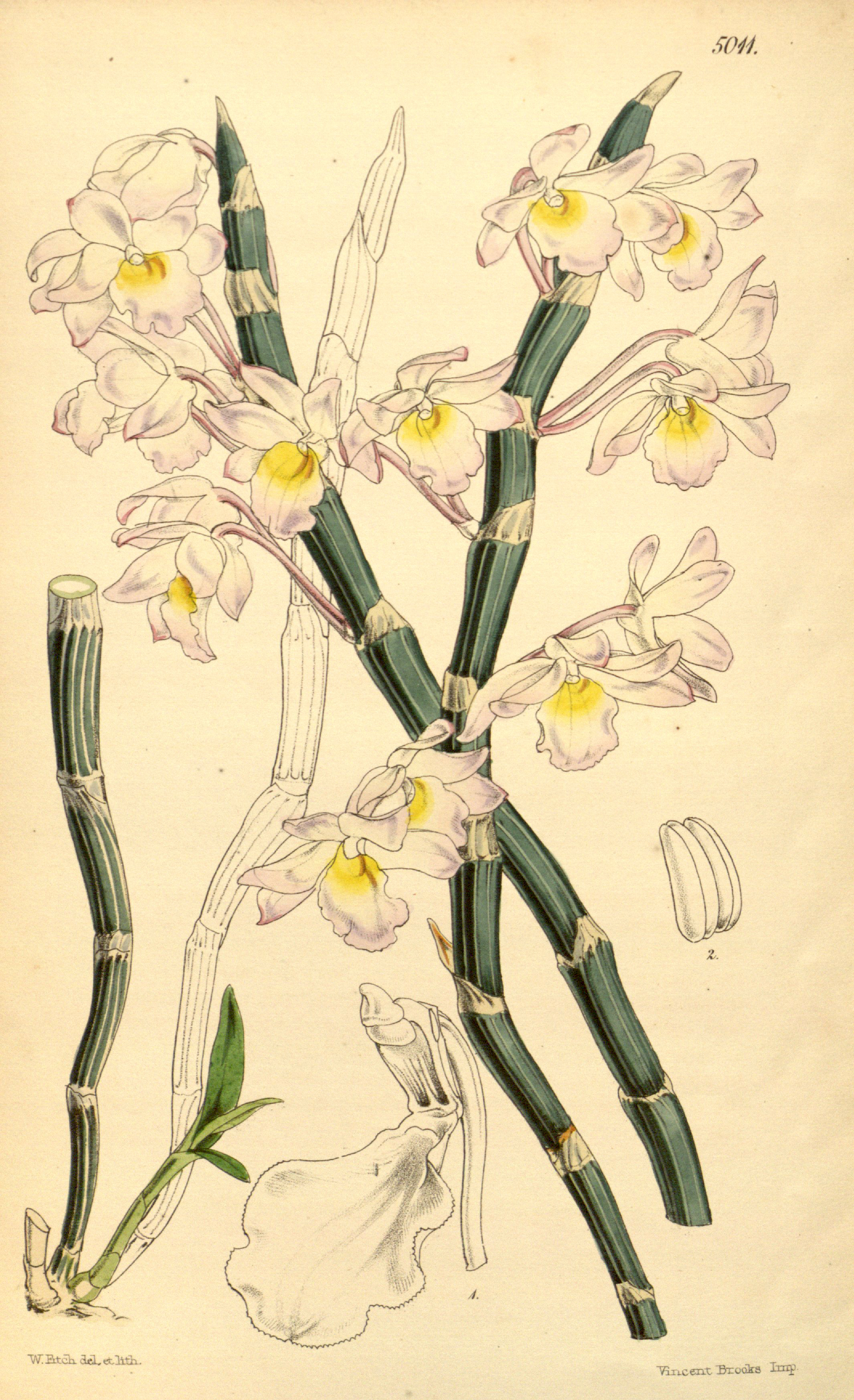
Dendrobium crepidatum

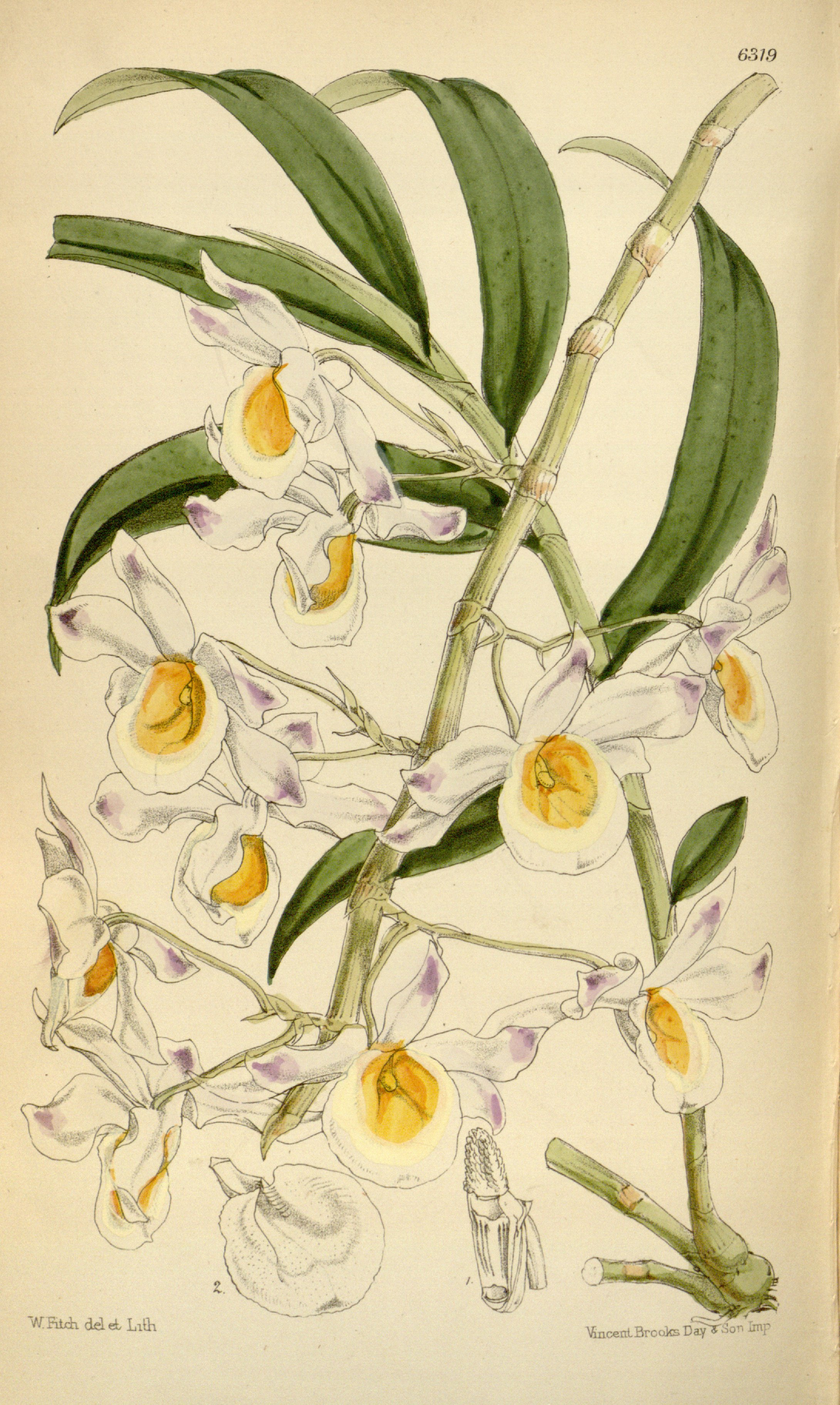
Dendrobium crystallinum

- Dendrobium cacatua (ex-D. tetragonum var. hayesianum)
- Dendrobium cadetiiflorum
- Dendrobium cadetioides
- Dendrobium calcaratum
- Dendrobium calcariferum
- Dendrobium calceolum
- Dendrobium calicopis
- Dendrobium callitrophilum Gênero válido?
- Dendrobium calophyllum
- Dendrobium calothyrsos
- Dendrobium calyculimentum
- Dendrobium calyptratum
- Dendrobium camaridiorum
- Dendrobium campbellii
- Dendrobium canaliculatum R.Br. – 
  - Dendrobium canaliculatum var. canaliculatum
  - Dendrobium canaliculatum var. nigrescens
- Dendrobium cancroides
- Dendrobium candidum
- Dendrobium capillipes
- Dendrobium capitellatoides
- Dendrobium capitellatum Gênero válido? J.J.Sm.
- Dendrobium capitisyork (ex-D. tetragonum var. giganteum)
- Dendrobium capituliflorum
- Dendrobium capra
- Dendrobium cariniferum
- Dendrobium carnicarinum
- Dendrobium carolinense
- Dendrobium carrii
- Dendrobium carronii
- Dendrobium carstensziense Gênero válido? J.J.Sm.
- Dendrobium caryicola
- Dendrobium casuarinae
- Dendrobium cathcartii
- Dendrobium catillare
- Dendrobium caudiculatum
- Dendrobium cavipes
- Dendrobium cemensiae
- Dendrobium ceraceum
- Dendrobium ceraula
- Dendrobium chalmersii
- Dendrobium chameleon
- Dendrobium changjiangense
- Dendrobium chittimae
- Dendrobium chlorostylum
- Dendrobium chordiforme Kraenzl (1910)
- Dendrobium christyanum
- Dendrobium chrysanthum
- Dendrobium chryseum
- Dendrobium chrysobulbon
- Dendrobium chrysocrepis
- Dendrobium chrysopterum
- Dendrobium chrysosema
- Dendrobium chrysotainium
- Dendrobium chrysotoxum
- Dendrobium ciliatilabellum
- Dendrobium cinereum
- Dendrobium cinnabarinum
  - Dendrobium cinnabarinum var. angustitepalum
  - Dendrobium cinnabarinum var. cinnabarinum
- Dendrobium clausum
- Dendrobium clavator
- Dendrobium clavuligerum
- Dendrobium cleistogamum
- Dendrobium closterium
  - Dendrobium closterium var. closterium
  - Dendrobium closterium var. jocosum
- Dendrobium cochleatum
- Dendrobium cochliodes
- Dendrobium codonosepalum
- Dendrobium coelandria
- Dendrobium coeloglossum
- Dendrobium collinum
- Dendrobium coloratum
- Dendrobium compactum
- Dendrobium compressicaule
- Dendrobium compressimentum
- Dendrobium compressistylum
- Dendrobium compressum
- Dendrobium comptonii (ex-D. gracilicaule var. howeanum)
- Dendrobium conanthum
- Dendrobium concavum
- Dendrobium concinnum
- Dendrobium confinale
- Dendrobium confundens
- Dendrobium confusum Gênero válido? J.J.Sm.
- Dendrobium conicum
- Dendrobium connatum
- Dendrobium consanguineum
- Dendrobium constrictum
- Dendrobium convexipes
- Dendrobium convolutum
- Dendrobium copelandianum
- Dendrobium corallorhizon
- Dendrobium correllianum
- Dendrobium corrugatilobum
- Dendrobium corticicola
- Dendrobium courtauldii
- Dendrobium crabro
- Dendrobium crassicaule
- Dendrobium crassiflorum
- Dendrobium crassifolium
- Dendrobium crassilabium Gênero válido? P.J.Spence (Papua Nova Guiné)
- Dendrobium crassimarginatum
- Dendrobium crassinervium
- Dendrobium crenatifolium
- Dendrobium crenatilabre
- Dendrobium crepidatum
- Dendrobium cretaceum
- Dendrobium crispatum
- Dendrobium crispilinguum
- Dendrobium crispulum
- Dendrobium crocatum
- Dendrobium croceocentrum
- Dendrobium crucilabre
- Dendrobium cruentum
- Dendrobium crumenatum
- Dendrobium cruttwellii
- Dendrobium crystallinum
- Dendrobium cuculliferum
- Dendrobium cucullitepalum
- Dendrobium cultratum
- Dendrobium cultrifolium
- Dendrobium cumelinum
- Dendrobium cumulatum
- Dendrobium cuneatipetalum
- Dendrobium cuneatum
- Dendrobium cuneiforme (Ruiz & Pav.) Pers
- Dendrobium cuneilabrum
- Dendrobium curvicaule (ex-D. speciosum var. capricornicum, D. speciosum var. curvicaule)
- Dendrobium curviflorum
- Dendrobium curvimentum
- Dendrobium curvisepalum
- Dendrobium curvum
- Dendrobium cuspidatum
- Dendrobium cuthbertsonii
- Dendrobium cyanocentrum
- Dendrobium cyanopterum
- Dendrobium cyatopoides
- Dendrobium cyclolobum
- Dendrobium cylindricum
- Dendrobium cymatoleguum
- Dendrobium cymbiforme
- Dendrobium cymboglossum
- Dendrobium cymbulipes
- Dendrobium cyrtolobum
- Dendrobium cyrtosepalum

## D
- Dendrobium dactyliferum
- Dendrobium dactylodes
- Dendrobium daenikerianum
- Dendrobium dalatense
- Dendrobium dalleizettii
- Dendrobium dantaniense
- Dendrobium daoense
- Dendrobium darjeelingensis
- Dendrobium dearei
- Dendrobium debile
- Dendrobium decumbens

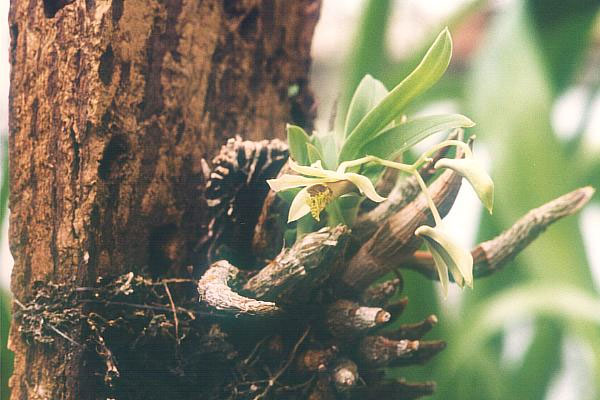
Dendrobium delacourii

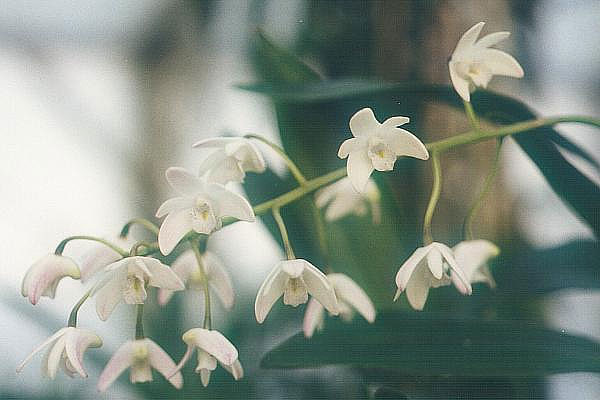
Dendrobium × delicatum, híbrido natural entre D. kingianum e D. tarberi

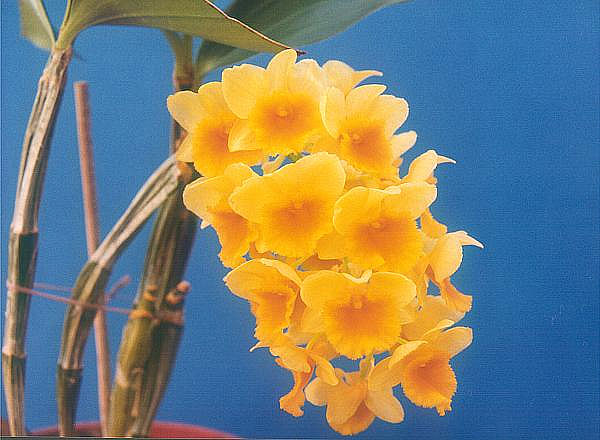
Dendrobium densiflorum

  - Dendrobium decumbens var. decumbens
  - Dendrobium decumbens var. stenophyllum
- Dendrobium dekockii
- Dendrobium delacourii
- Dendrobium delicatulum
  - Dendrobium delicatulum ssp. delicatulum
  - Dendrobium delicatulum ssp. parvulum
- Dendrobium × delicatum (D. kingianum × D. tarberi; veja também D. × kestevenii)
- Dendrobium deliense
- Dendrobium deltatum
- Dendrobium dendrocolloides
- Dendrobium densiflorum
- Dendrobium densifolium
- Dendrobium dentatum
- Dendrobium denudans
- Dendrobium deplanchei
- Dendrobium derryi
- Dendrobium devonianum
- Dendrobium devosianum
- Dendrobium diaphanum
- Dendrobium diceras
- Dendrobium dichaeoides
- Dendrobium dichroma
- Dendrobium dickasonii
- Dendrobium dielsianum
- Dendrobium diffusum
- Dendrobium dillonianum
- Dendrobium diodon
  - Dendrobium diodon ssp. diodon
  - Dendrobium diodon ssp. kodayarensis
- Dendrobium dionaeoides
- Dendrobium discerptum
- Dendrobium discocaulon
- Dendrobium discolor
  - Dendrobium discolor ssp. discolor
  - Dendrobium discolor ssp. incurvata
  - Dendrobium discolor var. broomfieldii
  - Dendrobium discolor var. fimbrilabium
  - Dendrobium discolor var. fuscum
- Dendrobium disoides
- Dendrobium dissitifolium
- Dendrobium distachyon
- Dendrobium distichobulbum
- Dendrobium distichum
- Dendrobium dixanthum
- Dendrobium dixonianum
- Dendrobium djamuense
- Dendrobium dolichocaulon
- Dendrobium draconis
- Dendrobium dulce

## E
- Dendrobium eboracense
- Dendrobium ejirii
- Dendrobium elatum
- Dendrobium elephantinum
- Dendrobium ellipsophyllum
- Dendrobium elmeri
- Dendrobium emarginatum
- Dendrobium endertii
- Dendrobium engae
- Dendrobium ephemerum J.J.Sm.
- Dendrobium epidendropsis
- Dendrobium equitans
- Dendrobium erectifolium
- Dendrobium erectopatens
- Dendrobium erectum
- Dendrobium eriiflorum
- Dendrobium eriopexis
- Dendrobium erostelle
- Dendrobium erosum
- Dendrobium erubescens
- Dendrobium erythropogon
- Dendrobium escritorii
- Dendrobium eserre
- Dendrobium esuriens
- Dendrobium euryanthum
- Dendrobium evaginatum
- Dendrobium exaltatum
- Dendrobium exasperatum
- Dendrobium excavatum
  - Dendrobium excavatum var. buruense
  - Dendrobium excavatum var. excavatum
- Dendrobium exile
- Dendrobium exilicaule
- Dendrobium eximium
- Dendrobium extra-axillare

## F
- Dendrobium faciferum
- Dendrobium fairchildiae
- Dendrobium falcatum
- Dendrobium falcipetalum
- Dendrobium falconeri
- Dendrobium falcorostrum
- Dendrobium fanjingshanense

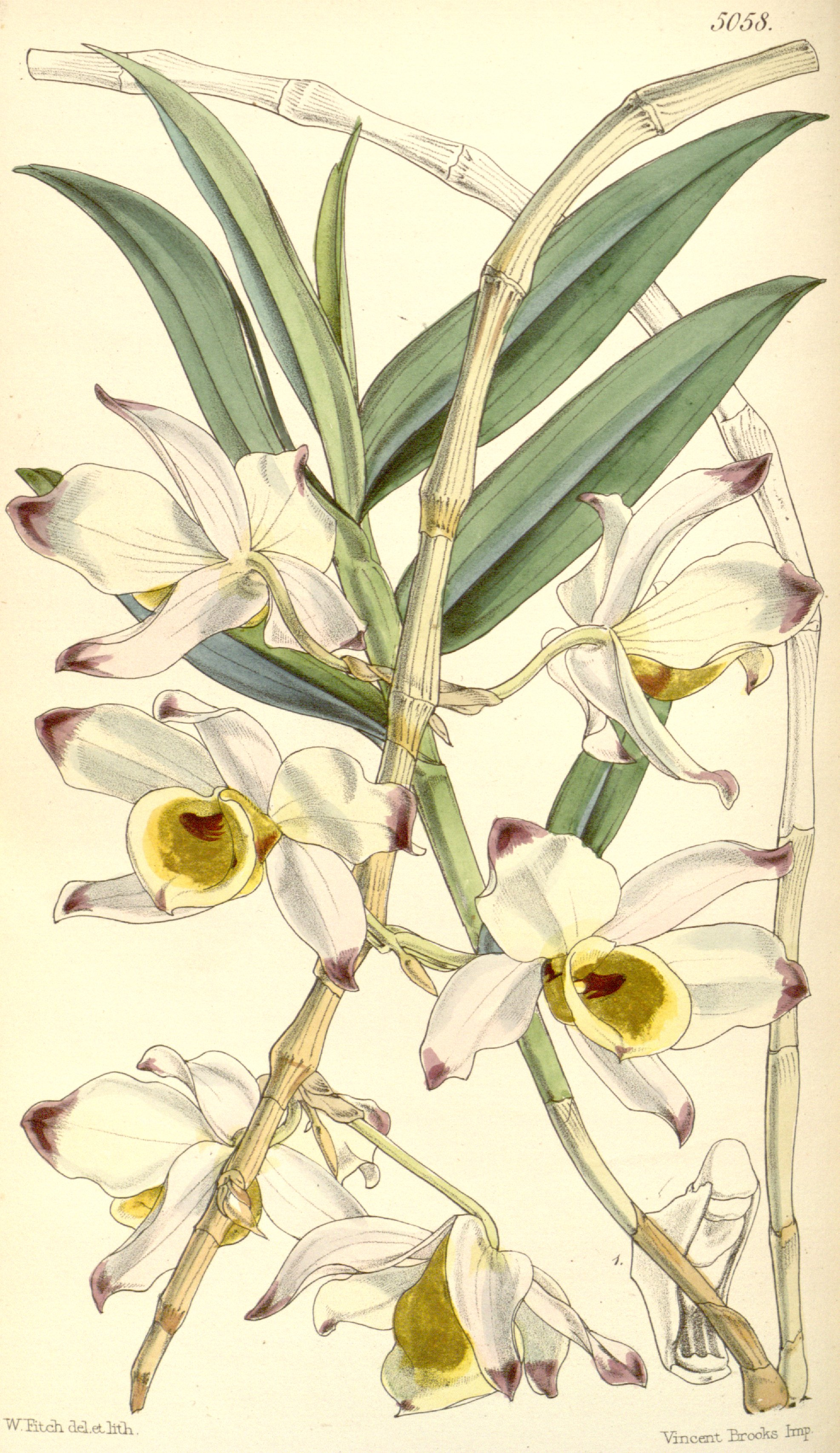
Dendrobium falconeri

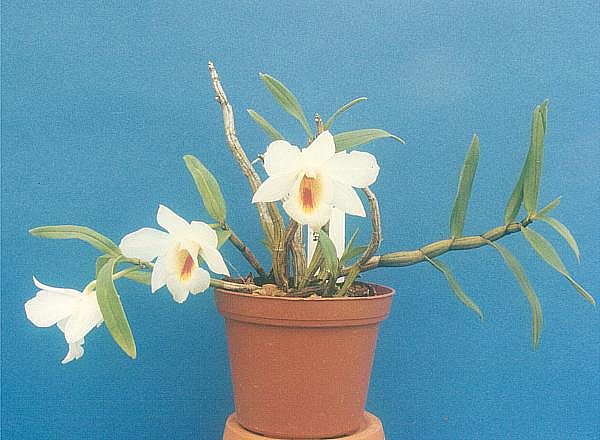

- Dendrobium farinatum Gênero válido? Schildh. & Schraut: Vietnam
- Dendrobium farmeri
- Dendrobium fellowsii F.Muell.
- Dendrobium ferdinandii
- Dendrobium filicaule
- Dendrobium fimbriatum
- Dendrobium fimbrilabium
- Dendrobium findleyanum
- Dendrobium finetianum
- Dendrobium finisterrae Schltr. (Papua Nova Guiné)
- Dendrobium finniganense
- Dendrobium fissum
- Dendrobium flagellum
- Dendrobium flammula
- Dendrobium fleckeri
- Dendrobium × fleischeri
- Dendrobium flexicaule
- Dendrobium flexile
- Dendrobium floridanum
- Dendrobium × foederatum
- Dendrobium foelschei (Ex-D. canaliculatum var. foelschei)
- Dendrobium foetens
- Dendrobium forbesii
  - Dendrobium forbesii var. forbesii
  - Dendrobium forbesii var. praestans
- Dendrobium formosum
- Dendrobium foxii
- Dendrobium fractiflexum
- Dendrobium fractum
- Dendrobium fragilis
- Dendrobium friedricksianum
- Dendrobium fruticicola
- Dendrobium fuerstenbergianum
- Dendrobium fulgescens
- Dendrobium fulgidum
- Dendrobium fuligineum
- Dendrobium fuliginosum
- Dendrobium fulminicaule
- Dendrobium furcatopedicellatum
- Dendrobium furcatum
- Dendrobium furfuriferum
- Dendrobium fusciflorum
- Dendrobium fytchianum

## G
- Dendrobium gagnepainii
- Dendrobium garrettii
- Dendrobium gatiense
- Dendrobium gemellum
- Dendrobium gemmiferum
- Dendrobium geotropum
- Dendrobium gerlandianum
- Dendrobium gibbosum
- Dendrobium gibsonii
- Dendrobium giriwoense
- Dendrobium gjellerupii
- Dendrobium glaucoviride
- Dendrobium glebulosum
- Dendrobium globiflorum
- Dendrobium glomeratum
- Dendrobium glossorrhynchoides
- Dendrobium gnomus
- Dendrobium gobiense
- Dendrobium goldfinchii

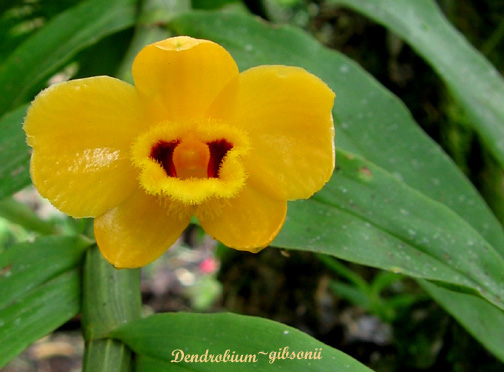
Dendrobium gibsonii

- Dendrobium goldiei Gênero válido? Rchb.f.
  - Dendrobium goldiei var. karthausianum Rolfe
- Dendrobium goldschmidtianum
- Dendrobium gonzalesii
- Dendrobium gouldii
- Dendrobium govidjoae
- Dendrobium gracile
- Dendrobium gracilicaule

- Dendrobium × gracillimum (D. gracilicaule × D. tarberi; veja também D. × nitidum)
- Dendrobium gramineum
- Dendrobium grande
- Dendrobium grastidioides
- Dendrobium gratiosissimum
- Dendrobium greenianum
- Dendrobium gregulus
- Dendrobium griffithianum
- Dendrobium × grimesii
- Dendrobium groeneveldtii
- Dendrobium grootingsii
- Dendrobium grossum
- Dendrobium guamense
- Dendrobium guangxiense
- Dendrobium guerreroi
- Dendrobium gunnarii
- Dendrobium gynoglottis

## H

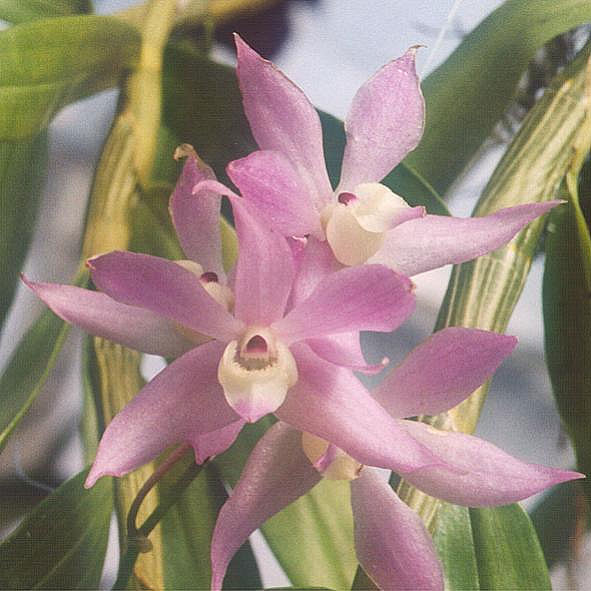
Dendrobium hercoglossum

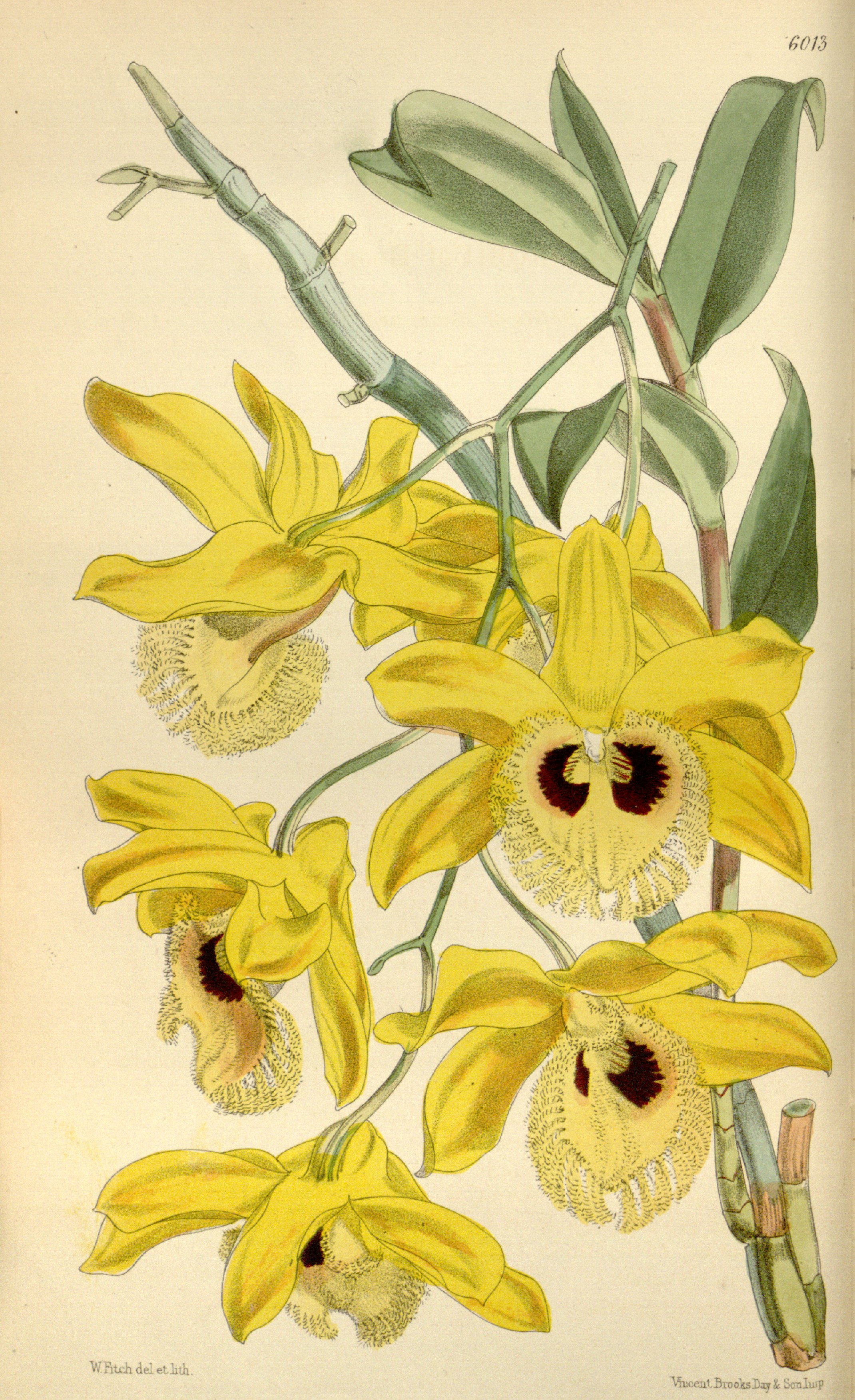
Dendrobium hookerianum

- Dendrobium habbemense
- Dendrobium hagerupii
- Dendrobium hainanense
- Dendrobium hallieri
- Dendrobium halmaheirense J.J.Sm.
- Dendrobium hamadryas
- Dendrobium hamaticalcar
- Dendrobium hamatum
- Dendrobium hamiferum
- Dendrobium hancockii
- Dendrobium harveyanum
- Dendrobium hasseltii
- Dendrobium hastilabium
- Dendrobium hawkesii
- Dendrobium helix
- Dendrobium hellerianum
- Dendrobium hellwigianum
- Dendrobium helvolum
- Dendrobium hemimelanoglossum
- Dendrobium henanense
- Dendrobium hendersonii
- Dendrobium henryi
- Dendrobium hepaticum
- Dendrobium herbaceum
- Dendrobium hercoglossum
- Dendrobium herpetophytum
- Dendrobium heterocarpum
- Dendrobium heteroglossum
- Dendrobium hexadesmia
- Dendrobium hippocrepiferum
- Dendrobium hirtulum
- Dendrobium histrionicum
- Dendrobium hodgkinsonii
- Dendrobium hollandianum
- Dendrobium holochilum
- Dendrobium hookerianum
- Dendrobium hornei
- Dendrobium horstii
- Dendrobium hosei
- Dendrobium hughii
- Dendrobium humboldtense
- Dendrobium huoshanense
- Dendrobium huttonii
- Dendrobium hymenanthum
- Dendrobium hymenocentrum
- Dendrobium hymenopetalum
- Dendrobium hymenophyllum
- Dendrobium hymenopterum
- Dendrobium hyperanthiflorum
- Dendrobium hypodon
- Dendrobium hypopogon

## I
- Dendrobium igneoniveum
- Dendrobium igneum
- Dendrobium imbricatum
- Dendrobium imitans
- Dendrobium implicatum

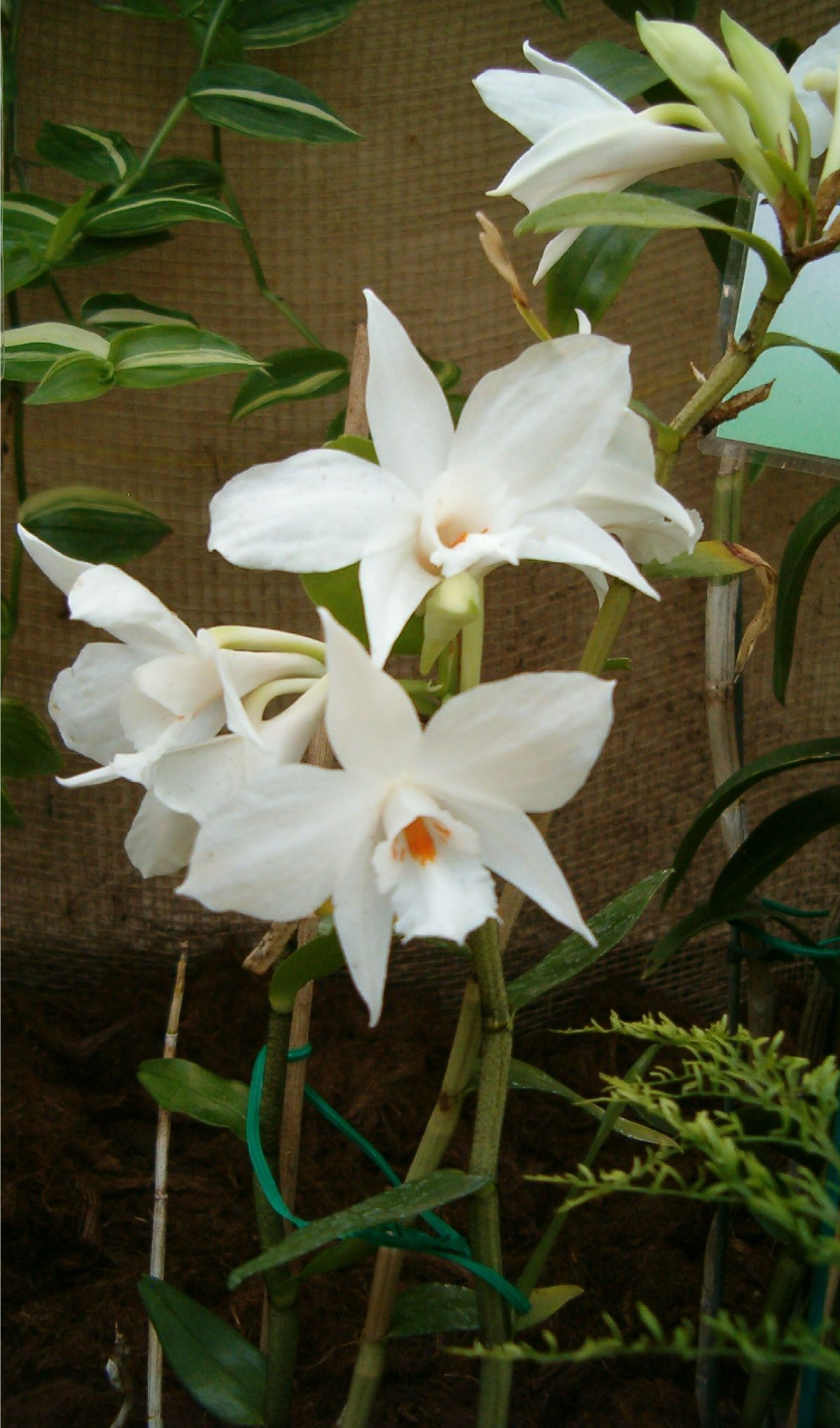
Dendrobium infundibulum

- Dendrobium ianthinum Schuit. & Puspit
- Dendrobium inamoenum
- Dendrobium inconspicuum
- Dendrobium incumbens
- Dendrobium incurvatum
- Dendrobium incurvociliatum
- Dendrobium incurvum
- Dendrobium indivisum
  - Dendrobium indivisum var. indivisum
  - Dendrobium indivisum var. lampangense
  - Dendrobium indivisum var. pallidum
- Dendrobium indochinense
- Dendrobium indragiriense
- Dendrobium inflatum
- Dendrobium informe
- Dendrobium infractum
- Dendrobium infundibulum
- Dendrobium ingratum
- Dendrobium insigne
  - Dendrobium insigne var. insigne
  - Dendrobium insigne var. subsimplex
- Dendrobium integrum
- Dendrobium intricatum
- Dendrobium involutum
- Dendrobium ionopus
- Dendrobium isochiloides
  - Dendrobium isochiloides var. isochiloides
  - Dendrobium isochiloides var. pumilum
- Dendrobium iteratum

## J
- Dendrobium jabiense
- Dendrobium jacobsonii
- Dendrobium jenkinsii
- Dendrobium jennae
- Dendrobium jennyanum
- Dendrobium johannis
- Dendrobium johnsoniae F.Muell.
- Dendrobium jonesii
  - Dendrobium jonesii var. jonesii

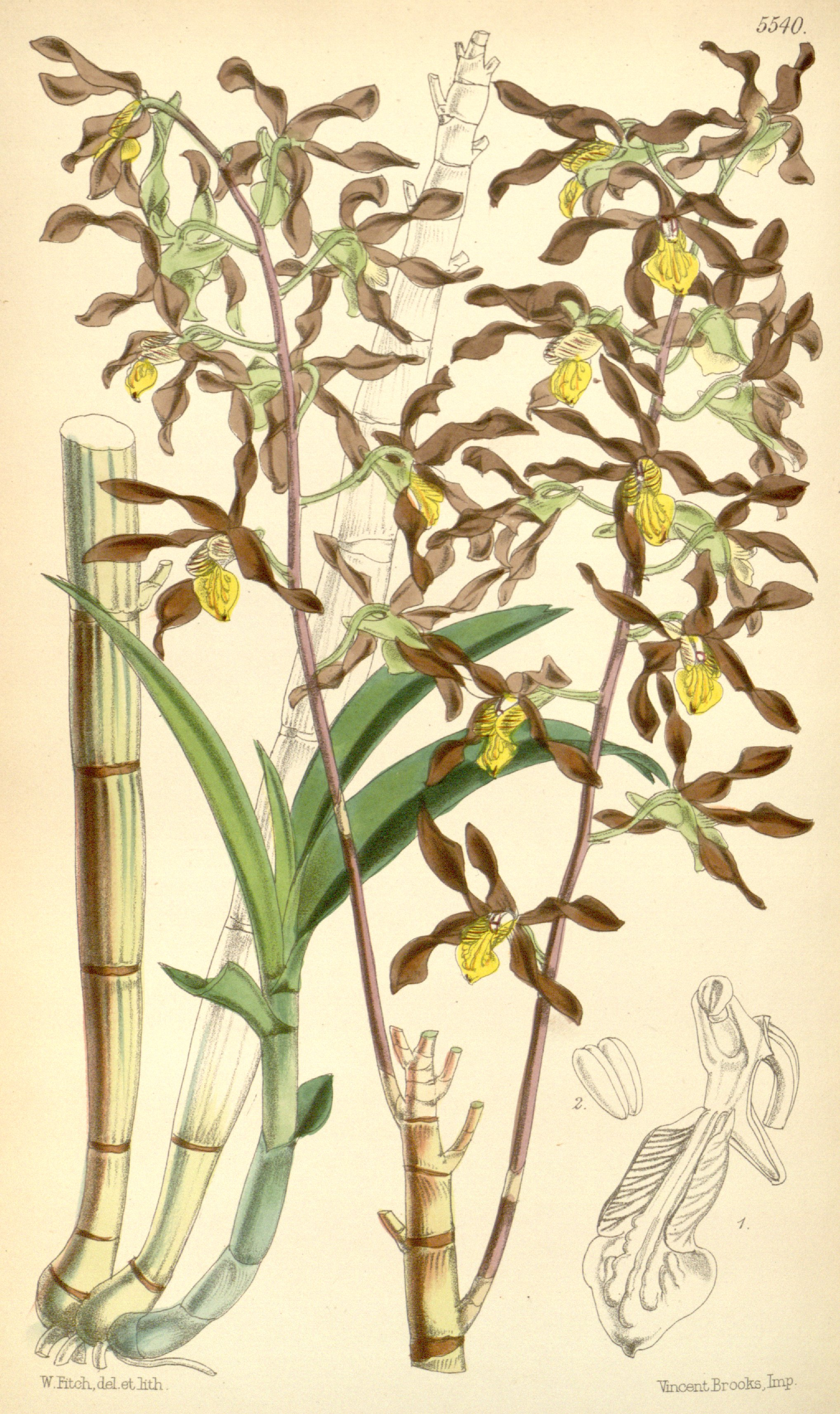
Dendrobium johannis

  - Dendrobium jonesii var. magnificum
- Dendrobium jubatum
- Dendrobium judithiae
- Dendrobium junceum
- Dendrobium juncifolium
- Dendrobium juncoideum
- Dendrobium juniperinum

## K
- Dendrobium kanakorum
- Dendrobium kanburiense
- Dendrobium kaniense
- Dendrobium katherinae
- Dendrobium kaudernii
- Dendrobium kauldorumii
- Dendrobium keithii
- Dendrobium kempterianum
- Dendrobium kenepaiense
- Dendrobium kentrochilum
- Dendrobium kentrophyllum

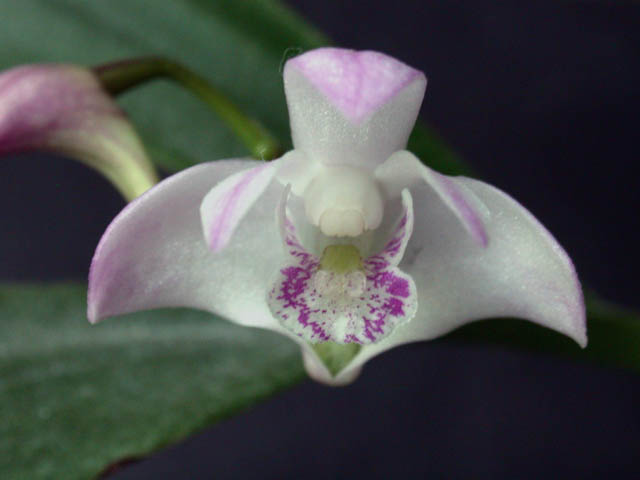
Dendrobium kingianum

- Dendrobium × kestevenii (D. speciosum × D. kingianum; veja também D. × delicatum)
- Dendrobium kerstingianum
- Dendrobium keytsianum
- Dendrobium khanhoaense
- Dendrobium khasianum
- Dendrobium kiauense
- Dendrobium kietaense
- Dendrobium kingianum (às vezes chamado de Thelychiton)
  - Dendrobium kingianum ssp. carnarvonense
  - Dendrobium kingianum ssp. kingianum
  - Dendrobium kingianum var. pulcherrimum
- Dendrobium kjellbergii
- Dendrobium klabatense
- Dendrobium klossii
- Dendrobium koordersii
- Dendrobium korinchense
- Dendrobium korthalsii
- Dendrobium kosepangii
- Dendrobium kraemeri
- Dendrobium kraenzlinii
- Dendrobium kratense
- Dendrobium kruiense
- Dendrobium kryptocheilum
- Dendrobium kuhlii
- Dendrobium kurashigei
- Dendrobium kuyperi
- Dendrobium kwangtungense

## L
- Dendrobium laceratum
- Dendrobium lacteum
- Dendrobium laevifolium
- Dendrobium lagarum
- Dendrobium lanuginosum Ormerod
- Dendrobium lambii
- Dendrobium lamellatum
- Dendrobium lamelluliferum
- Dendrobium lamii
- Dendrobium lampongense
- Dendrobium lamprocaulon
- Dendrobium lamproglossum
- Dendrobium lamrianum
- Dendrobium lamyaiae
- Dendrobium lanceolatum
- Dendrobium lancifolium
- Dendrobium lancilabium
- Dendrobium lancilobum
- Dendrobium langbianense
- Dendrobium lankaviense

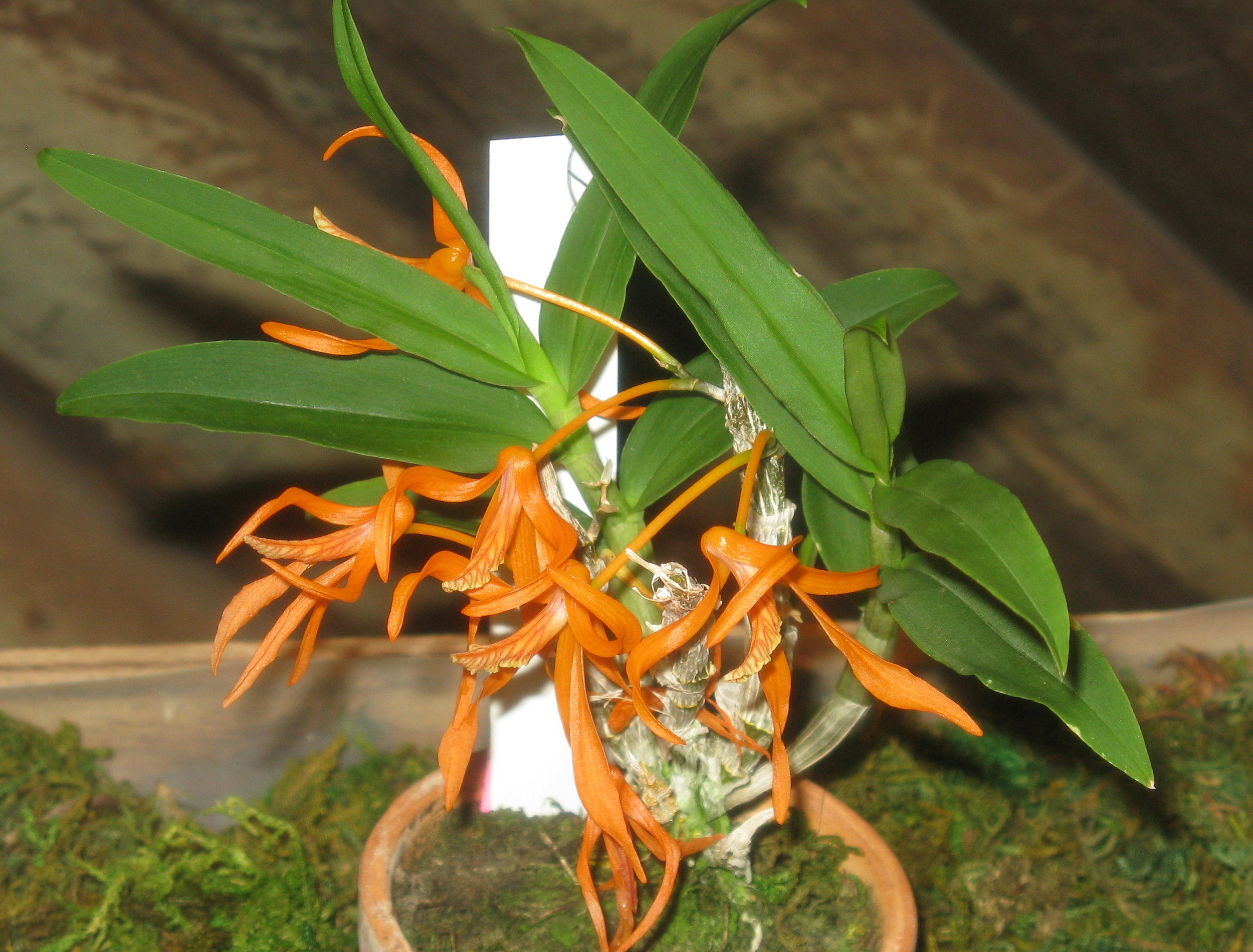
Dendrobium lamyaiae

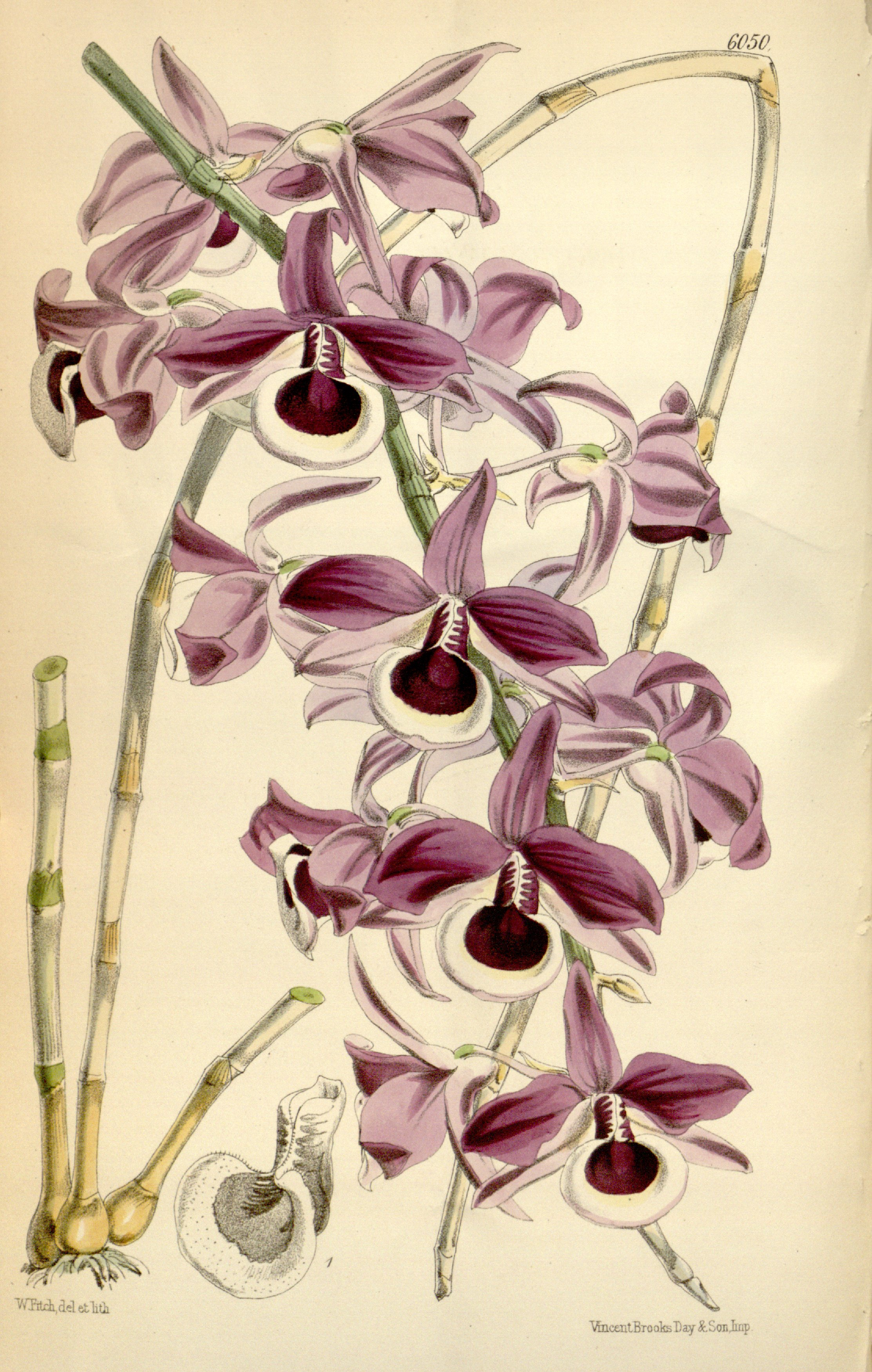
Dendrobium lituiflorum

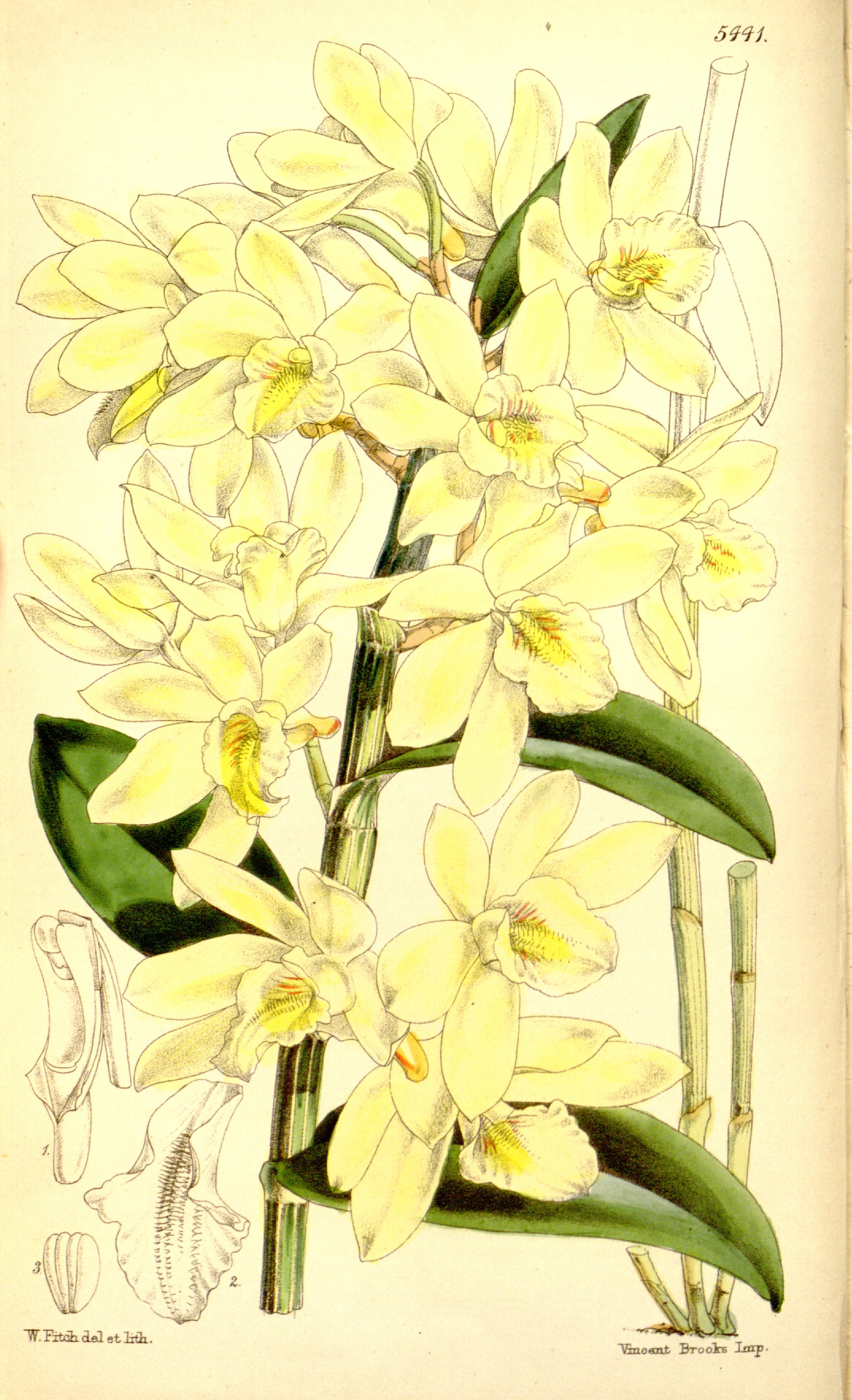
Dendrobium luteolum

- Dendrobium lanyaiae Gênero válido?
- Dendrobium lasianthera
- Dendrobium lasioglossum
- Dendrobium latelabellatum
- Dendrobium laterale
- Dendrobium latifrons
- Dendrobium laurensii
- Dendrobium × lavarackianum
- Dendrobium lawesii
- Dendrobium lawiense
- Dendrobium laxiflorum
- Dendrobium leeanum
- Dendrobium leondigésice
- Dendrobium leonis
- Dendrobium leontoglossum
- Dendrobium lepidochilum
- Dendrobium lepoense
- Dendrobium leporinum
- Dendrobium leptocladum
- Dendrobium leucochlorum
- Dendrobium leucocyanum
- Dendrobium leucohybos
- Dendrobium levatii
- Dendrobium leytense
- Dendrobium lichenastrum (F.Muell.) Kraenzl.
- Dendrobium lichenicola Gênero válido? J.J.Sm.
- Dendrobium limii
- Dendrobium linawianum
- Dendrobium lindleyi (ex-D. aggregatum)
- Dendrobium lineale
- Dendrobium linearifolium
- Dendrobium linguella
- Dendrobium lithicola(ex- D. bigibbum var. compactum)
- Dendrobium litorale
- Dendrobium lituiflorum
- Dendrobium lobatum
- Dendrobium lobbii
- Dendrobium lobulatum
- Dendrobium lockhartioides
- Dendrobium loddigesii
- Dendrobium loesenerianum
- Dendrobium loherianum
- Dendrobium lohohense
- Dendrobium lomatochilum
- Dendrobium lonchigerum
- Dendrobium longicaule
- Dendrobium longicornu
- Dendrobium longipecten
- Dendrobium longissimum
- Dendrobium lowii
- Dendrobium lubbersianum
- Dendrobium lueckelianum
- Dendrobium lunatum
- Dendrobium luteolum
- Dendrobium luzonense

## M
- Dendrobium maccarthiae
- Dendrobium macfarlanei
- Dendrobium macranthum
- Dendrobium macraporum
- Dendrobium macrifolium
- Dendrobium macrogenion

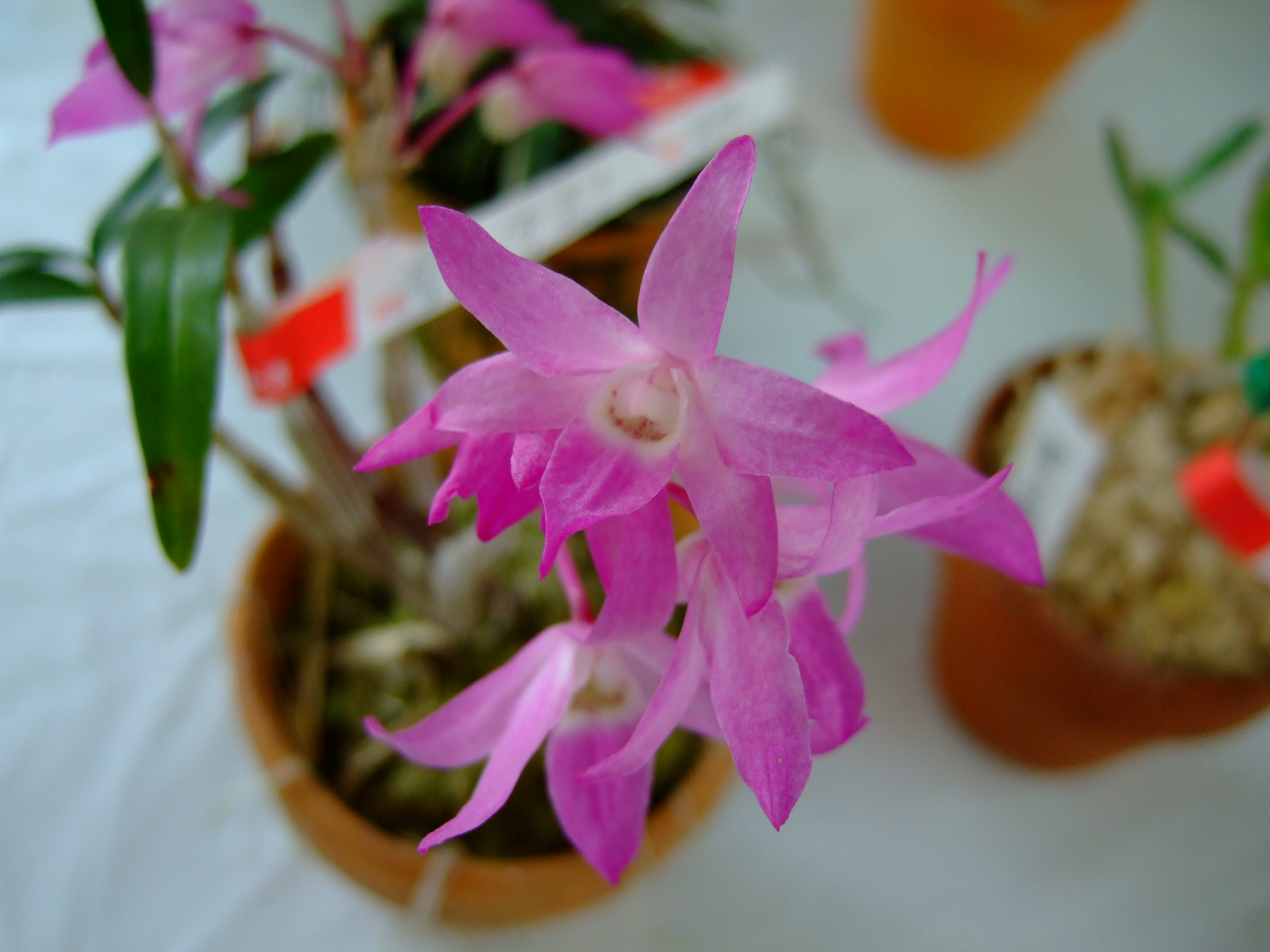
Dendrobium moniliforme

- Dendrobium macrophyllum (ex-D. musciferum)
  - Dendrobium macrophyllum var. macrophyllum
  - Dendrobium macrophyllum var. subvelutinum
- Dendrobium macropus (ex-D. gracilicaule var. macropus)
- Dendrobium macrostachyum
- Dendrobium macrostigma
- Dendrobium maculosum
- Dendrobium magistratus
- Dendrobium maierae
- Dendrobium malacanthum
- Dendrobium malbrownii
- Dendrobium maleolens
- Dendrobium malvicolor
- Dendrobium mannii
- Dendrobium maraiparense
- Dendrobium margaretiae
- Dendrobium marivelense
- Dendrobium marmoratum
- Dendrobium masarangense
  - Dendrobium masarangense ssp. masarangense
  - Dendrobium masarangense var. chlorinum
- Dendrobium mastersianum
- Dendrobium mayandyi
- Dendrobium megaceras
- Dendrobium melaleucaphilum (ex-D. tetragonum var. melaleucaphilum)
- Dendrobium melanostictum
- Dendrobium melanotrichum
- Dendrobium melinanthum
- Dendrobium meliodorum
- Dendrobium mellicolor
- Dendrobium merrillii
- Dendrobium metachilinum
- Dendrobium metrium
- Dendrobium micholitzii
- Dendrobium microbulbon
- Dendrobium microglaphys
- Dendrobium milaniae
- Dendrobium militare
- Dendrobium millarae
- Dendrobium mindanaense
- Dendrobium minimiflorum
- Dendrobium minimum
- Dendrobium minutiflorum
- Dendrobium minutigibbum
- Dendrobium mirandum
- Dendrobium mirbelianum
- Dendrobium mischobulbum
- Dendrobium miserum
- Dendrobium miyasakii
- Dendrobium modestissimum
- Dendrobium modestum
- Dendrobium mohlianum
- Dendrobium molle
- Dendrobium moluccense
- Dendrobium moniliforme
- Dendrobium monophyllum
- Dendrobium montanum
- Dendrobium montedeakinense
- Dendrobium monticola
- Dendrobium montis-sellae
- Dendrobium montis-yulei
- Dendrobium mooreanum
- Dendrobium moorei
- Dendrobium moquetteanum
- Dendrobium morotaiense
- Dendrobium mortii
- Dendrobium moschatum
- Dendrobium mucronatum
- Dendrobium multifolium
- Dendrobium multilineatum
- Dendrobium multiramosum
- Dendrobium multistriatum
- Dendrobium munificum
- Dendrobium muricatum
- Dendrobium mussauense
- Dendrobium mutabile
- Dendrobium mystroglossum

## N
- Dendrobium nabawanense
- Dendrobium nanocompactum
- Dendrobium nanum
- Dendrobium nardoides
- Dendrobium nareshbahadurii
- Dendrobium nathanielis
- Dendrobium navicula
- Dendrobium nebularum
- Dendrobium neglectum
- Dendrobium nemorale
- Dendrobium neoguineense
- Dendrobium nephrolepidis
- Dendrobium neuroglossun
- Dendrobium ngoyense
- Dendrobium nhatrangense
- Dendrobium nienkui
- Dendrobium nieuwenhuisii
- Dendrobium nigricans
- Dendrobium nimium
- Dendrobium nindii
- Dendrobium nitidiflorum

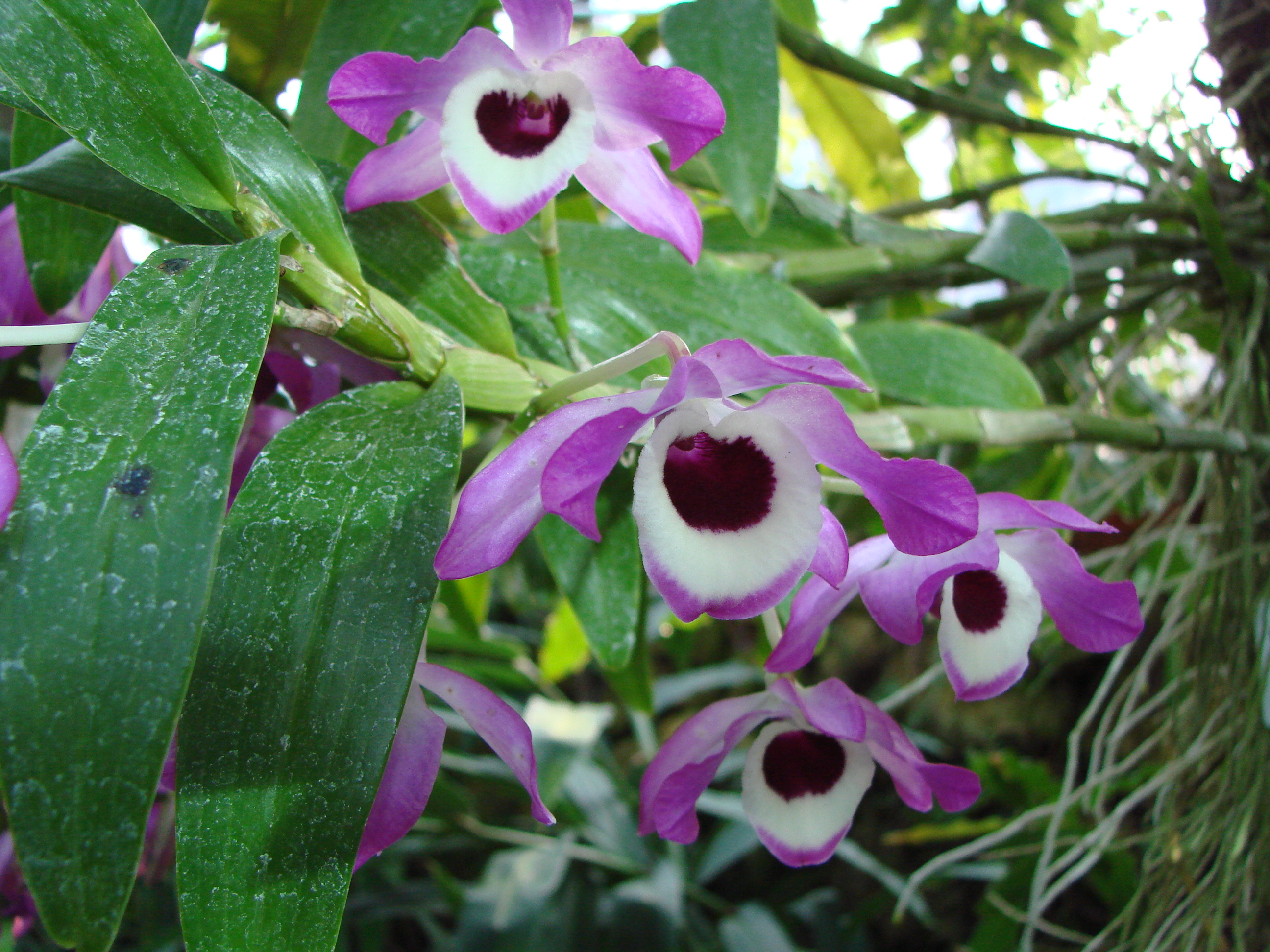
Dendrobium nobile

- Dendrobium × nitidum (D. gracilicaule × D. pedunculatum; veja também D. × gracillimum. Formerly Dendrobium speciosum var. nitidum)
- Dendrobium niveopurpureum
- Dendrobium njongense
- Dendrobium nobile
- Dendrobium normale Gênero válido?
- Dendrobium nothofageti
- Dendrobium nothofagicola
- Dendrobium nubigenum
- Dendrobium nudum
- Dendrobium numaldeorii C.Deori, Hynn. & Phukan (Himalaia)
- Dendrobium nummularia
- Dendrobium nutans
- Dendrobium nycteridoglossum

## O
- Dendrobium obcordatum
- Dendrobium obliquum
- Dendrobium oblongimentum
- Dendrobium oblongum
- Dendrobium obovatum
- Dendrobium obrienianum
- Dendrobium obscureauriculatum
- Dendrobium obtusum
- Dendrobium ochraceum
- Dendrobium ochranthum
- Dendrobium ochreatum
- Dendrobium ochroleucum
- Dendrobium odoardii
- Dendrobium odontopus
- Dendrobium odoratum
- Dendrobium okabeanum
- Dendrobium okinawense
- Dendrobium oligadenium
- Dendrobium oliganthum
- Dendrobium oligophyllum
- Dendrobium olivaceum
- Dendrobium oppositifolium
- Dendrobium orbiculare
- Dendrobium orbilobulatum
- Dendrobium oreodoxa
- Dendrobium orientale
- Dendrobium ornithoflorum
- Dendrobium osmophytopsis
- Dendrobium ostrinoglossum
- Dendrobium ostrinum
  - Dendrobium ostrinum var. ochroleucum
  - Dendrobium ostrinum var. ostrinum
- Dendrobium otaguroanum
- Dendrobium ovatifolium
- Dendrobium ovatipetalum
- Dendrobium ovatum
- Dendrobium ovipostoriferum
- Dendrobium oxychilum
- Dendrobium oxyphyllum

## P
- Dendrobium paathii
- Dendrobium pachyanthum
- Dendrobium pachyglossum
- Dendrobium pachyphyllum
- Dendrobium pachystele
- Dendrobium pachythrix
- Dendrobium pahangense
- Dendrobium palawense
- Dendrobium palpebrae
- Dendrobium pandaneti
- Dendrobium panduratum

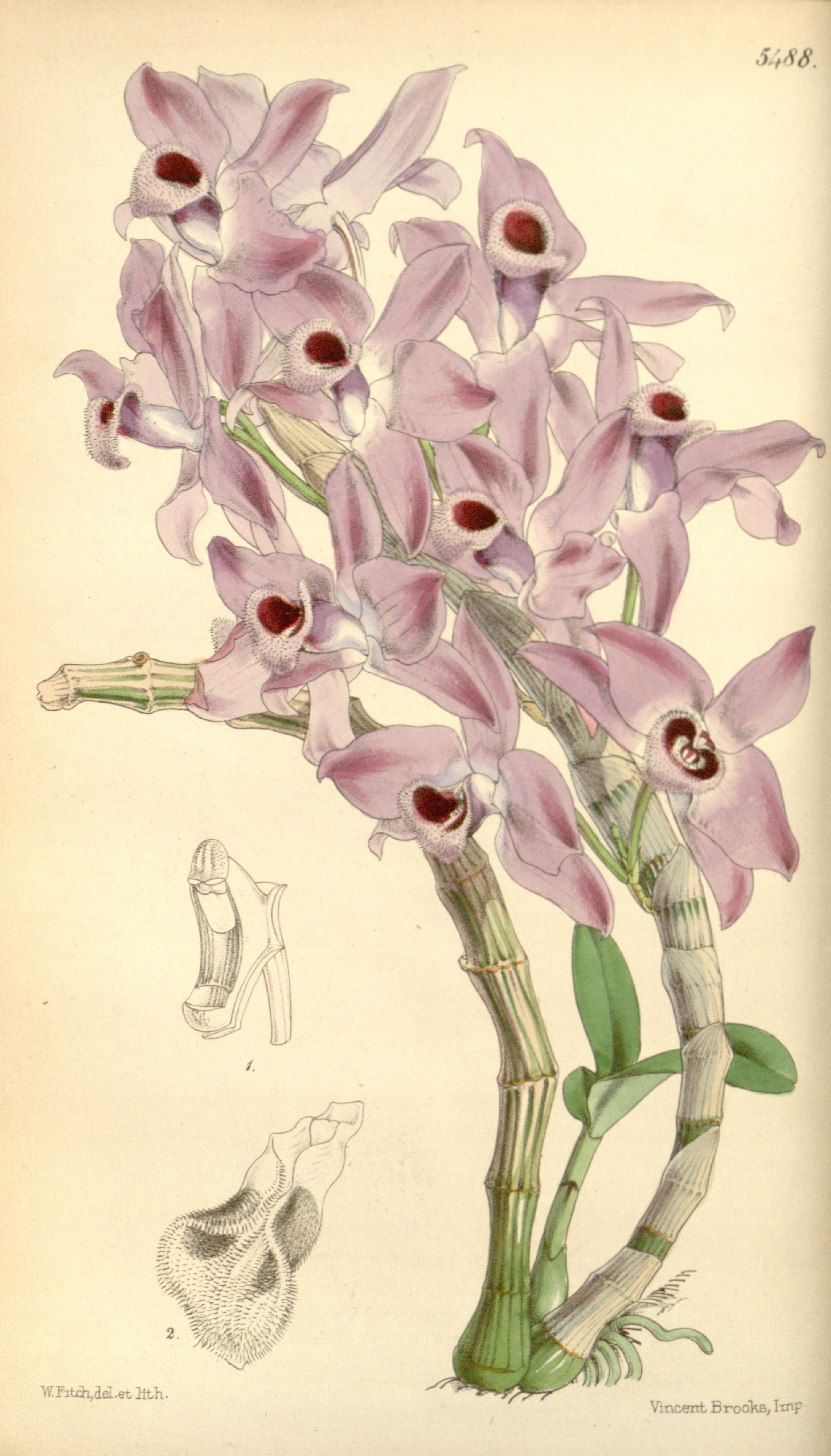
Dendrobium parishii

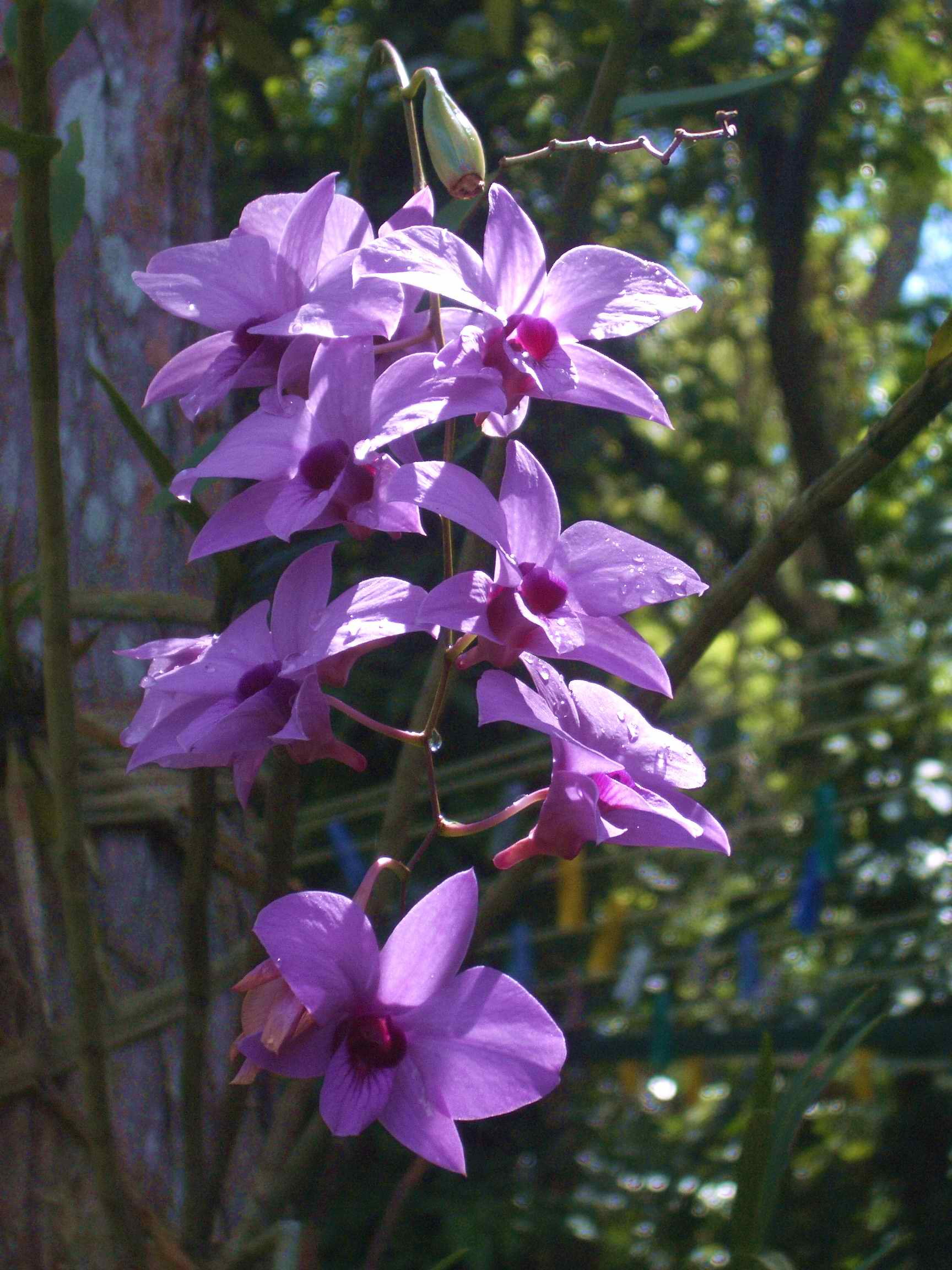
Dendrobium phalaenopsis

  - Dendrobium panduratum ssp. panduratum
  - Dendrobium panduratum ssp. villosum
- Dendrobium panduriferum
- Dendrobium paniferum
- Dendrobium pantherinum
- Dendrobium papilio
- Dendrobium papilioniferum Gênero válido? J.J.Sm.
  - Dendrobium papilioniferum var. ephemerum Gênero válido? J.J.Sm.
- Dendrobium papuanum
- Dendrobium papyraceum
- Dendrobium paradoxum
- Dendrobium parciflorum
- Dendrobium parcoides
- Dendrobium parcum
- Dendrobium parishii
- Dendrobium parnatanum
- Dendrobium parthenium
- Dendrobium parviflorum
- Dendrobium parvifolium
- Dendrobium parvilobum
- Dendrobium parvum
- Dendrobium paspalifolium
- Dendrobium patentifiliforme
- Dendrobium patentilobum
- Dendrobium patentissimum
- Dendrobium patulum
- Dendrobium pectinatum
- Dendrobium peculiare
- Dendrobium pedicellatum
- Dendrobium pedilochilum
- Dendrobium peguanum
- Dendrobium pendulum
- Dendrobium pedunculatum (ex-D. speciosum var. pedunculatum)
- Dendrobium pensile
- Dendrobium pentapterum
- Dendrobium percnanthum
- Dendrobium pergracile
- Dendrobium perlongum
- Dendrobium perpaulum
- Dendrobium perula
- Dendrobium perulatum
- Dendrobium petiolatum
- Dendrobium petrophilum
- Dendrobium phalaenopsis (ex-D. bigibum var. phalaenopsis, D. bigibbum var. superbum)
- Dendrobium phaeanthum
- Dendrobium philippinense
- Dendrobium phillipsii
- Dendrobium phragmitoides
- Dendrobium pictum
- Dendrobium pierardii
- Dendrobium piestocaulon
  - Dendrobium piestocaulon var. kauloense
  - Dendrobium piestocaulon var. piestocaulon
- Dendrobium pinifolium
- Dendrobium piranha
- Dendrobium planibulbe
- Dendrobium planicaule
- Dendrobium planum
- Dendrobium platybasis
- Dendrobium platygastrium
- Dendrobium plebejum
- Dendrobium pleianthum
- Dendrobium pleiostachyum
- Dendrobium pleurodes
- Dendrobium plumilobum
- Dendrobium podocarpifolium
- Dendrobium podochiloides
- Dendrobium pogonatherum
- Dendrobium pogoniates
- Dendrobium poissonianum
- Dendrobium polycladium
  - Dendrobium polycladium var. atractoglossum
  - Dendrobium polycladium var. polycladium
- Dendrobium polyphyllum
- Dendrobium polyschistum
  - Dendrobium polyschistum var. graminiforme
  - Dendrobium polyschistum var. marginatum
  - Dendrobium polyschistum var. polyschistum
- Dendrobium polytrichum
- Dendrobium ponapense
- Dendrobium poneroides
  - Dendrobium poneroides var. angustum
  - Dendrobium poneroides var. poneroides
- Dendrobium porphyrochilum
- Dendrobium potamophila
- Dendrobium praecinctum
- Dendrobium praetermissum
- Dendrobium prasinum
- Dendrobium prenticeii Gênero válido? (F.Muell.) Nicholls (ex-D. lichenastrum var. prenticeii)
- Dendrobium prianganense
- Dendrobium × primulardii
- Dendrobium primulinum
- Dendrobium pristinum
- Dendrobium procerum
- Dendrobium procumbens
- Dendrobium profusum
- Dendrobium prostheciglossum
- Dendrobium prostratum
- Dendrobium proteranthum
- Dendrobium pruinosum
- Dendrobium pseudoaloifolium
- Dendrobium pseudocalceolum
- Dendrobium pseudoconanthum
- Dendrobium pseudodichaea
- Dendrobium pseudoglomeratum
- Dendrobium pseudointricatum
- Dendrobium pseudopeloricum
- Dendrobium pseudotenellum
- Dendrobium pterocarpum
- Dendrobium puberulilingue
- Dendrobium pulchellum
- Dendrobium pulleanum
- Dendrobium pulvinatum
- Dendrobium punamense
- Dendrobium puniceum
- Dendrobium purpureiflorum
- Dendrobium purpureum
  - Dendrobium purpureum ssp. candidulum
  - Dendrobium purpureum ssp. purpureum
- Dendrobium putnamii
- Dendrobium pycnostachyum

## Q
- Dendrobium quadrialatum Gênero válido? J.J.Sm.
- Dendrobium quadriferum
- Dendrobium quadrilobatum
- Dendrobium quadriquetrum
- Dendrobium quinquecaudatum
- Dendrobium quinquedentatum
- Dendrobium quinquelobatum
- Dendrobium quisumbingii

## R
- Dendrobium racemosum
- Dendrobium rachmatii
- Dendrobium radians
- Dendrobium ramificans
- Dendrobium ramosii
- Dendrobium rantii
- Dendrobium rappardii
- Dendrobium rariflorum
- Dendrobium rarum
- Dendrobium rechingerorum
- Dendrobium recurvilabre
- Dendrobium reflexibarbatulum
- Dendrobium reflexitepalum
- Dendrobium refractum
- Dendrobium regium
- Dendrobium reineckei
- Dendrobium reniforme
- Dendrobium rennellii
- Dendrobium revolutum

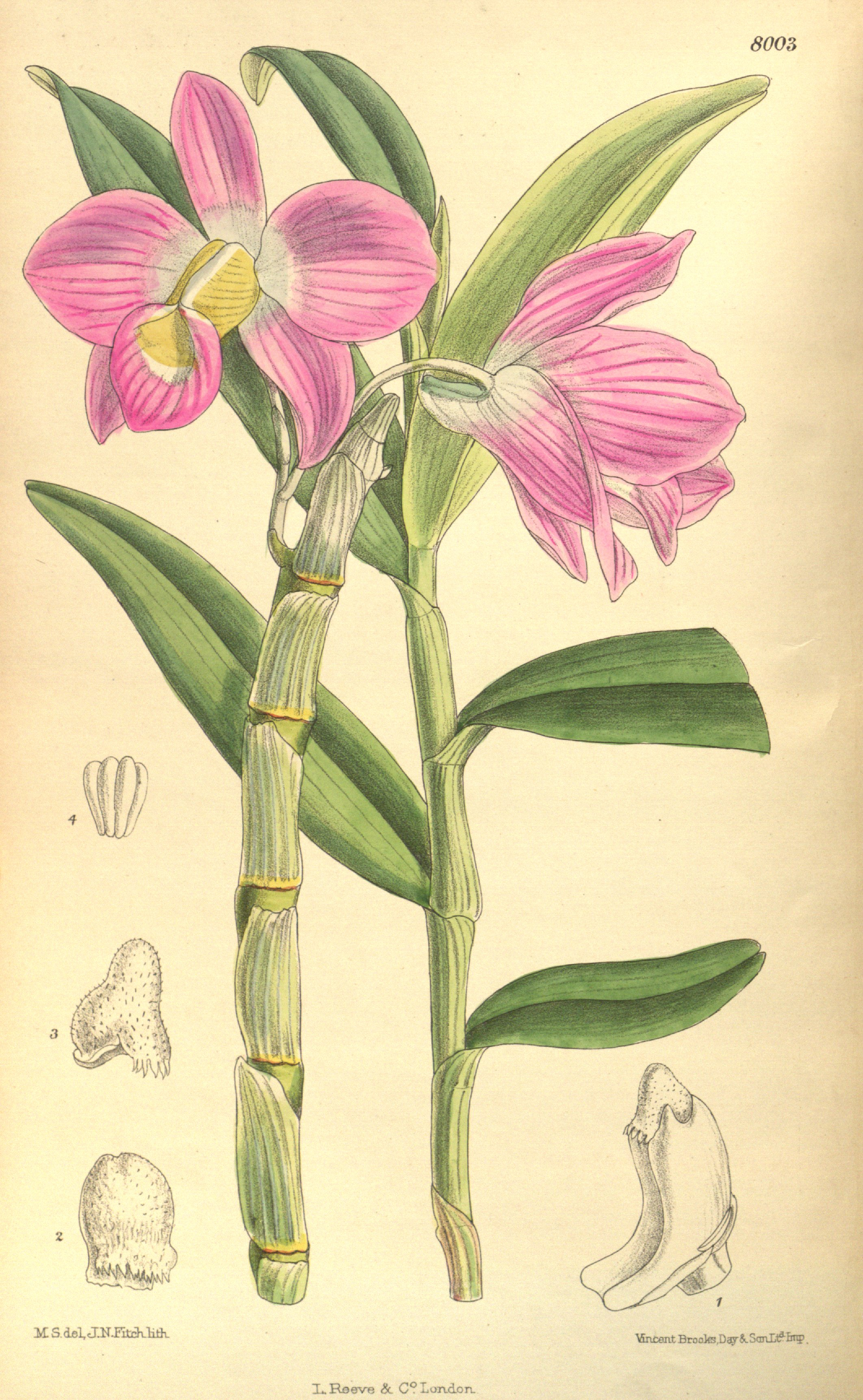
Dendrobium regium

- Dendrobium rex (ex-D. speciosum var. grandiflorum)
- Dendrobium rhabdoglossum
- Dendrobium rhodobalion
- Dendrobium rhodocentrum
- Dendrobium rhodostele
- Dendrobium rhodostictum
- Dendrobium rhombopetalum
- Dendrobium rhytidothece
- Dendrobium rigidifolium
- Dendrobium rigidum
- Dendrobium rindjaniense
- Dendrobium riparium
- Dendrobium roseicolor
- Dendrobium roseipes
- Dendrobium rosellum
- Dendrobium roseoflavidum
- Dendrobium roseonervatum
- Dendrobium roseostriatum
- Dendrobium rubropictum
- Dendrobium ruckeri
- Dendrobium ruginosum
- Dendrobium rugosum
- Dendrobium rugulosum
- Dendrobium rupestre
- Dendrobium rupicolum
- Dendrobium ruppianum (ex-D. fusiforme)
- Dendrobium × ruppiosum  (D. ruppianum × D. speciosum)
- Dendrobium rutriferum
- Dendrobium ruttenii

## S
- Dendrobium sacculiferum
- Dendrobium sagittatum
- Dendrobium salaccense
- Dendrobium salebrosum
- Dendrobium salicifolium
- Dendrobium salomonense
- Dendrobium sambasanum
- Dendrobium samoense
- Dendrobium sancristobalense
- Dendrobium sanderae
- Dendrobium sanderianum
- Dendrobium sandsii
- Dendrobium sanguinolentum
- Dendrobium sarawakense
- Dendrobium sarcochilus

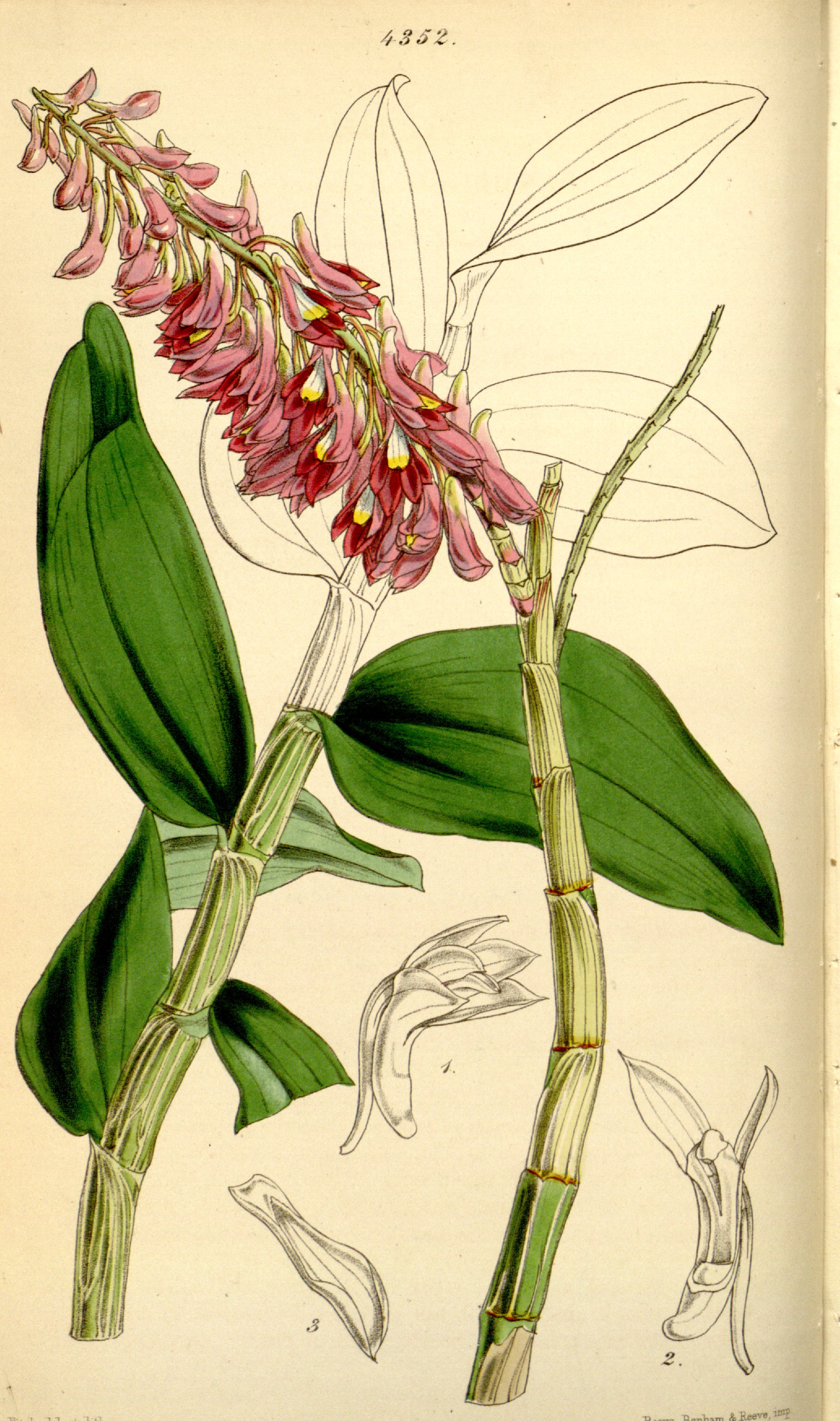
Dendrobium secundum

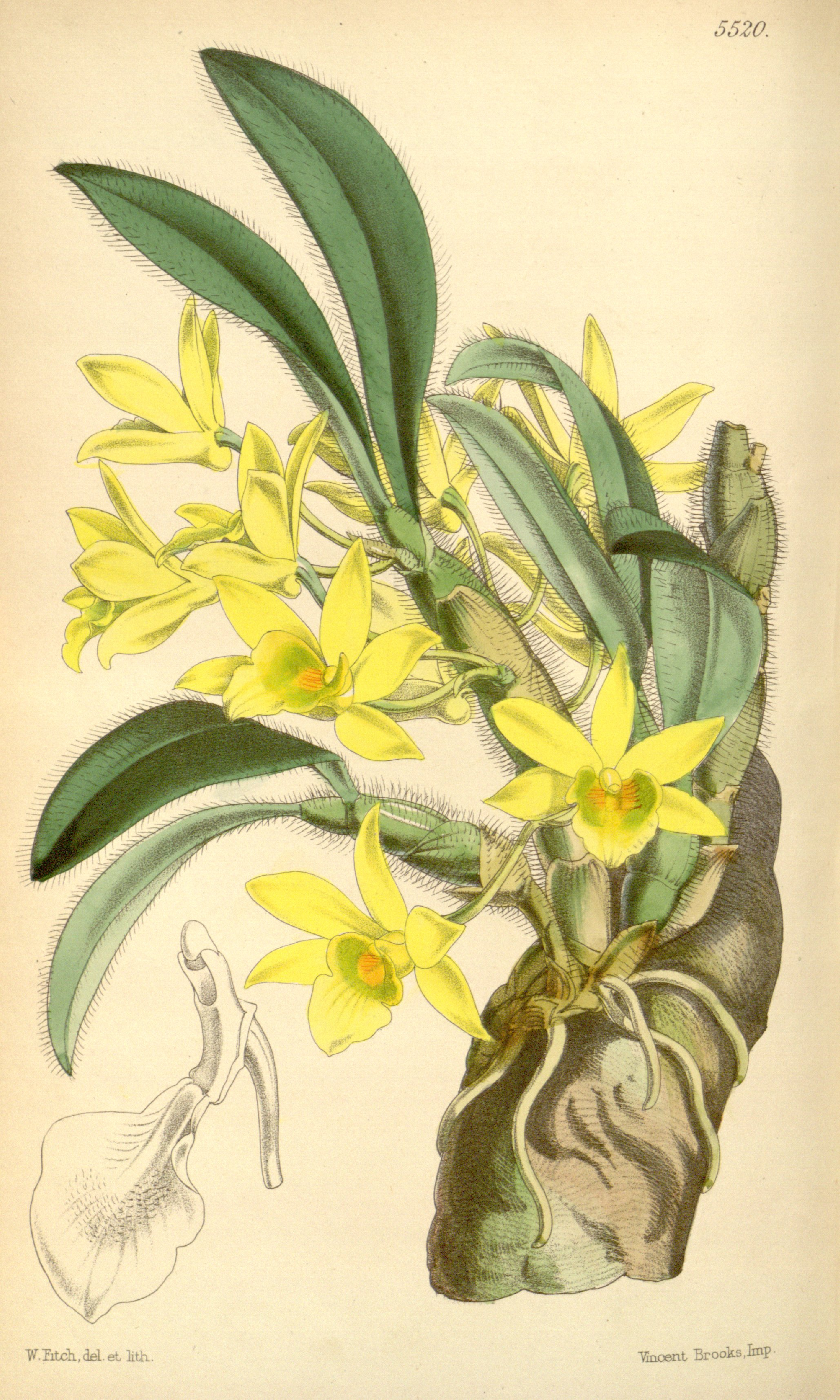
Dendrobium senile

  - Dendrobium sarcochilus var. megalorhizum
  - Dendrobium sarcochilus var. sarcochilus
- Dendrobium sarcodes
  - Dendrobium sarcodes var. majus
  - Dendrobium sarcodes var. sarcodes
- Dendrobium sarcophyllum
- Dendrobium sarmentosum
- Dendrobium scabrifolium
- Dendrobium scabrilingue
- Dendrobium schneiderae
  - Dendrobium schneiderae var. major
  - Dendrobium schneiderae var. schneiderae
- Dendrobium schoeninum
- Dendrobium schuetzei
- Dendrobium schulleri
- Dendrobium schwartzkopfianum
- Dendrobium schweinfurthianum
- Dendrobium scirpoides
- Dendrobium scopula
- Dendrobium scoriarum
- Dendrobium sculptum
- Dendrobium secundum
- Dendrobium senile
- Dendrobium septemcostulatum
- Dendrobium seranicum
- Dendrobium serratilabium
- Dendrobium serratipetalum
- Dendrobium setifolium
- Dendrobium setigerum
- Dendrobium setosum
- Dendrobium shiraishii
- Dendrobium shompenii
- Dendrobium siberutense
- Dendrobium sidikalangense
- Dendrobium signatum
- Dendrobium simondii
- Dendrobium sinense
- Dendrobium singaporense
- Dendrobium singkawangense
- Dendrobium singulare
- Dendrobium sinuatum
- Dendrobium sinuosum
- Dendrobium sladei
- Dendrobium smillieae F.Muell.
- Dendrobium smithianum
- Dendrobium sociale
- Dendrobium somai
- Dendrobium soriense
- Dendrobium sororium
- Dendrobium spatella
- Dendrobium spathilabium
- Dendrobium spathilingue
- Dendrobium spathipetalum
- Dendrobium spathulatum
- Dendrobium speciosum
- Dendrobium speckmaieri
- Dendrobium spectabile
- Dendrobium spectatissimum
- Dendrobium speculigerum
- Dendrobium sphegidoglossum
- Dendrobium sphenochilum
- Dendrobium spurium
- Dendrobium steatoglossum
- Dendrobium steinii
- Dendrobium stelidiiferum
- Dendrobium stenophyllum
- Dendrobium stictanthum
- Dendrobium stockeri
- Dendrobium stolleanum
- Dendrobium stratiotes
- Dendrobium straussianum
- Dendrobium strebloceras
- Dendrobium strepsiceros
- Dendrobium striaenopsis ex-Dendrobium bigibum var. schroederianum
- Dendrobium striatellum
- Dendrobium striatiflorum
- Dendrobium striolatum
- Dendrobium strongylanthum
- Dendrobium stuartii
- Dendrobium stuposum
- Dendrobium suaveolens
- Dendrobium subacaule
- Dendrobium subbilobatum
- Dendrobium subclausum
  - Dendrobium subclausum var. pandanicola
  - Dendrobium subclausum var. phlox
  - Dendrobium subclausum var. speciosum
  - Dendrobium subclausum var. subclausum
- Dendrobium subelobatum
- Dendrobium subflavidum
- Dendrobium subpandifolium
- Dendrobium subpetiolatum
- Dendrobium subquadratum
- Dendrobium subserratum
- Dendrobium subsessile
- Dendrobium subtricostatum
- Dendrobium subulatoides
- Dendrobium subulatum
- Dendrobium subuliferum
- Dendrobium × suffusum
- Dendrobium sulcatum –
- Dendrobium sulphureum
  - Dendrobium sulphureum var. cellulosum
  - Dendrobium sulphureum var. rigidifolium
  - Dendrobium sulphureum var. sulphureum
- Dendrobium sumatranum
- Dendrobium summerhayesianum
- Dendrobium superans
- Dendrobium × superbiens
- Dendrobium superbum
- Dendrobium sutepense
- Dendrobium sutiknoi P.O'Byrne
- Dendrobium suzukii –
- Dendrobium swartzii
- Dendrobium sylvanum –

## T
- Dendrobium takahashii
- Dendrobium tampangii
- Dendrobium tangerinum
- Dendrobium tapingense
- Dendrobium tapiniense

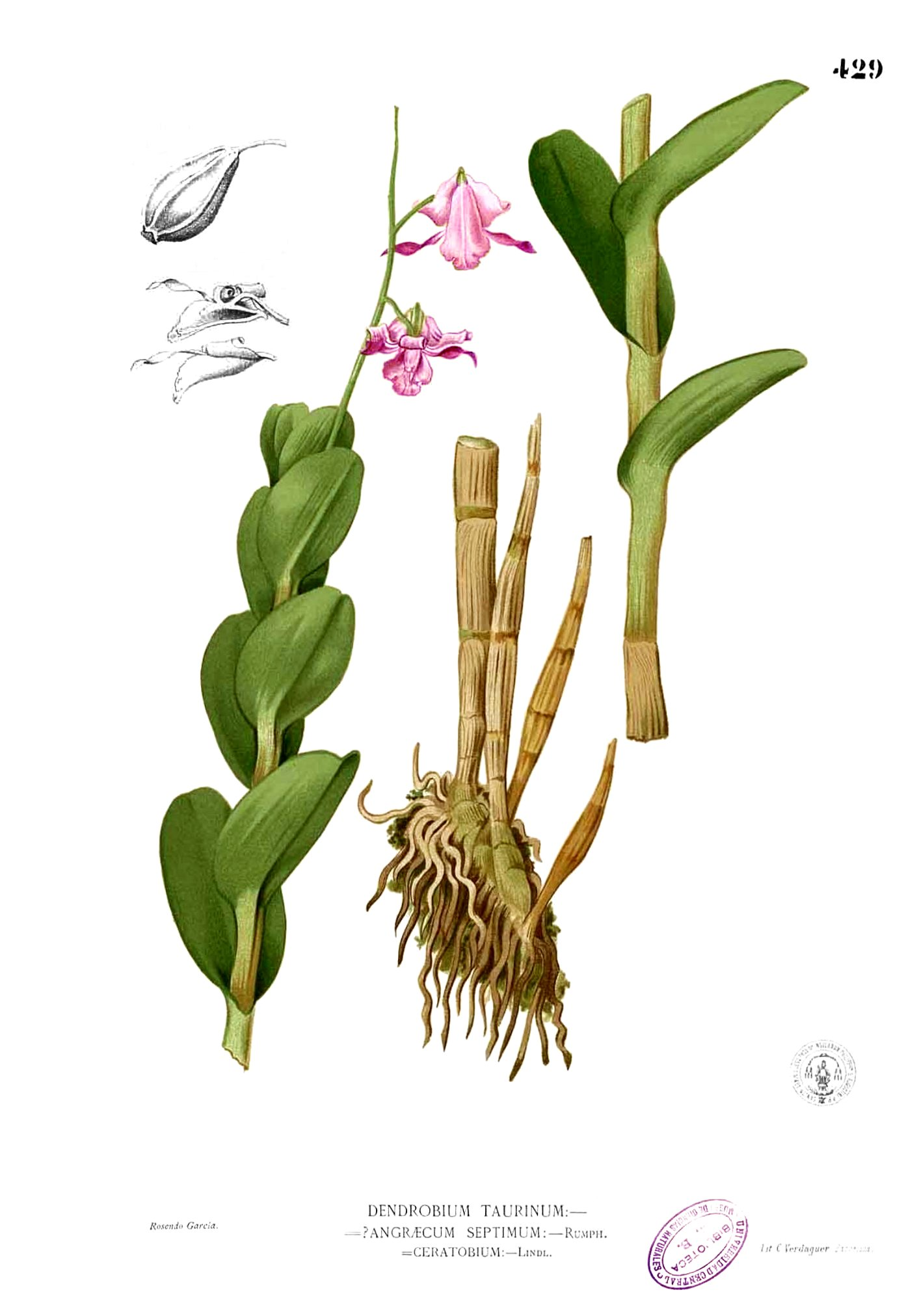
Dendrobium taurinum

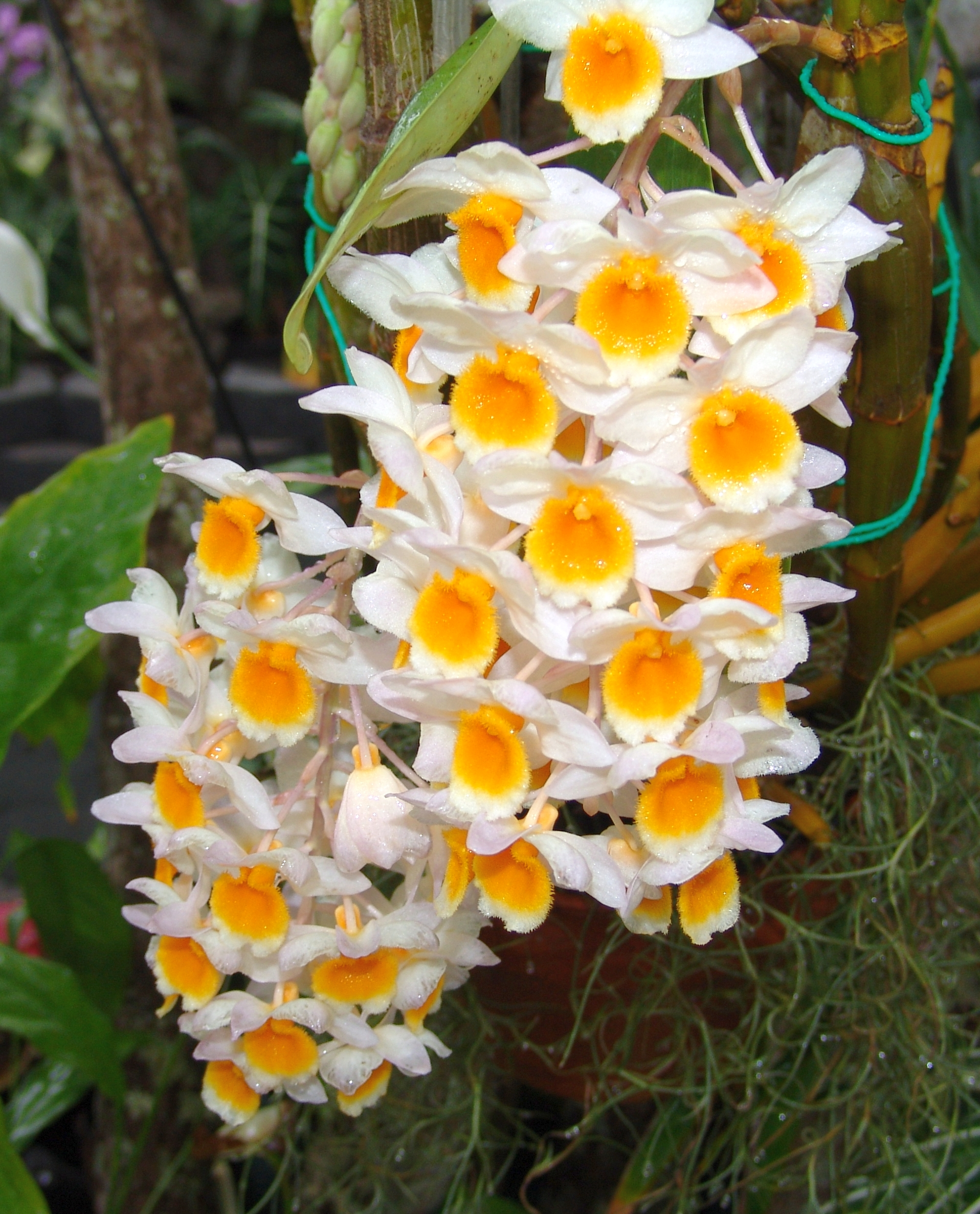
Dendrobium thyrsiflorum

- Dendrobium tarberi (ex-D. speciosum var. hillii)
- Dendrobium tattonianum (D. canaliculatum var. tattonianum)
- Dendrobium taurinum
  - Dendrobium taurinum var. amboinense
  - Dendrobium taurinum var. taurinum
- Dendrobium taurulinum
- Dendrobium taveuniense
- Dendrobium teloense
- Dendrobium tenellum
- Dendrobium tenue
- Dendrobium tenuicaule
- Dendrobium tenuissimum Gênero válido?
- Dendrobium terminale
- Dendrobium terrestre
- Dendrobium tetrachromum
- Dendrobium tetraedre
- Dendrobium tetragonum
- Dendrobium tetralobum
- Dendrobium tetrodon
  - Dendrobium tetrodon var. tetrodon
  - Dendrobium tetrodon var. vanvuurenii
- Dendrobium thrysiflorum
- Dendrobium thysanophorum
- Dendrobium tobaense
- Dendrobium tokai
- Dendrobium torajaense
- Dendrobium toressae
- Dendrobium torquisepalum
- Dendrobium torricellense
- Dendrobium torricellianum
- Dendrobium tortile
- Dendrobium tosaense
- Dendrobium toxopei
- Dendrobium tozerensis
- Dendrobium trachythece
- Dendrobium transparens
- Dendrobium transtilliferum
- Dendrobium treubii
- Dendrobium triangulum
- Dendrobium trichosepalum
- Dendrobium trichostomum
- Dendrobium tricuspe
- Dendrobium tridentatum
- Dendrobium tridentiferum
- Dendrobium trigonellodorum
- Dendrobium trigonopus
- Dendrobium trilamellatum
- Dendrobium trilobulatum
- Dendrobium trinervium
- Dendrobium triste
- Dendrobium tropidoneuron
- Dendrobium trullatum
- Dendrobium truncatum
- Dendrobium truncicola
- Dendrobium tuananhii Aver. (Vietnam)
- Dendrobium tubiflorum
- Dendrobium tumoriferum

## U

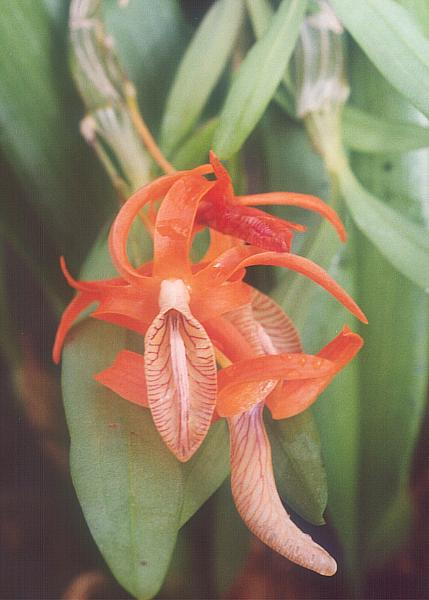
Dendrobium unicum

- Dendrobium uliginosum
- Dendrobium umbonatum
- Dendrobium uncatum
- Dendrobium undatialatum
- Dendrobium unicarinatum
- Dendrobium unicum
- Dendrobium uniflorum
- Dendrobium × usitae
- Dendrobium usterioides
- Dendrobium ustulatum
- Dendrobium utile Gênero válido?

## V
- Dendrobium vagabundum
- Dendrobium vagans
- Dendrobium validipecten
- Dendrobium vanderwateri
- Dendrobium vandifolium
- Dendrobium vandoides
- Dendrobium vanhulstijnii
- Dendrobium vannouhuysii
  - Dendrobium vannouhuysii var. rhombipetalum
  - Dendrobium vannouhuysii var. vannouhuysii
- Dendrobium ventricosum
- Dendrobium ventrilabium
- Dendrobium ventripes
- Dendrobium venustum
- Dendrobium vernicosum
- Dendrobium verruciferum
- Dendrobium verruciflorum
- Dendrobium verruculosum
- Dendrobium versicolor
- Dendrobium vesiculosum
- Dendrobium vestigiiferum
- Dendrobium vexillarius
  - Dendrobium vexillarius var. albiviride
  - Dendrobium vexillarius var. elworthyi
  - Dendrobium vexillarius var. microblepharum
  - Dendrobium vexillarius var. retroflexum
  - Dendrobium vexillarius var. uncinatum
  - Dendrobium vexillarius var. vexillarius
- Dendrobium victoriae-reginae
- Dendrobium villosulum
- Dendrobium vinosum
- Dendrobium violaceoflavens
- Dendrobium violaceominiatum
- Dendrobium violaceopictum
- Dendrobium violaceum
  - Dendrobium violaceum ssp. cyperifolium
  - Dendrobium violaceum ssp. violaceum
- Dendrobium violascens
- Dendrobium virgineum
- Dendrobium viridiflorum
- Dendrobium viriditepalum
- Dendrobium viridulum
- Dendrobium virotii
- Dendrobium vitiense
- Dendrobium von-paulsenianum
- Dendrobium vonroemeri

## W
- Dendrobium wardianum
- Dendrobium wasseltii
- Dendrobium wattii
- Dendrobium wentianum
- Dendrobium wenzelii
- Dendrobium whistleri
- Dendrobium wightii
- Dendrobium williamsianum

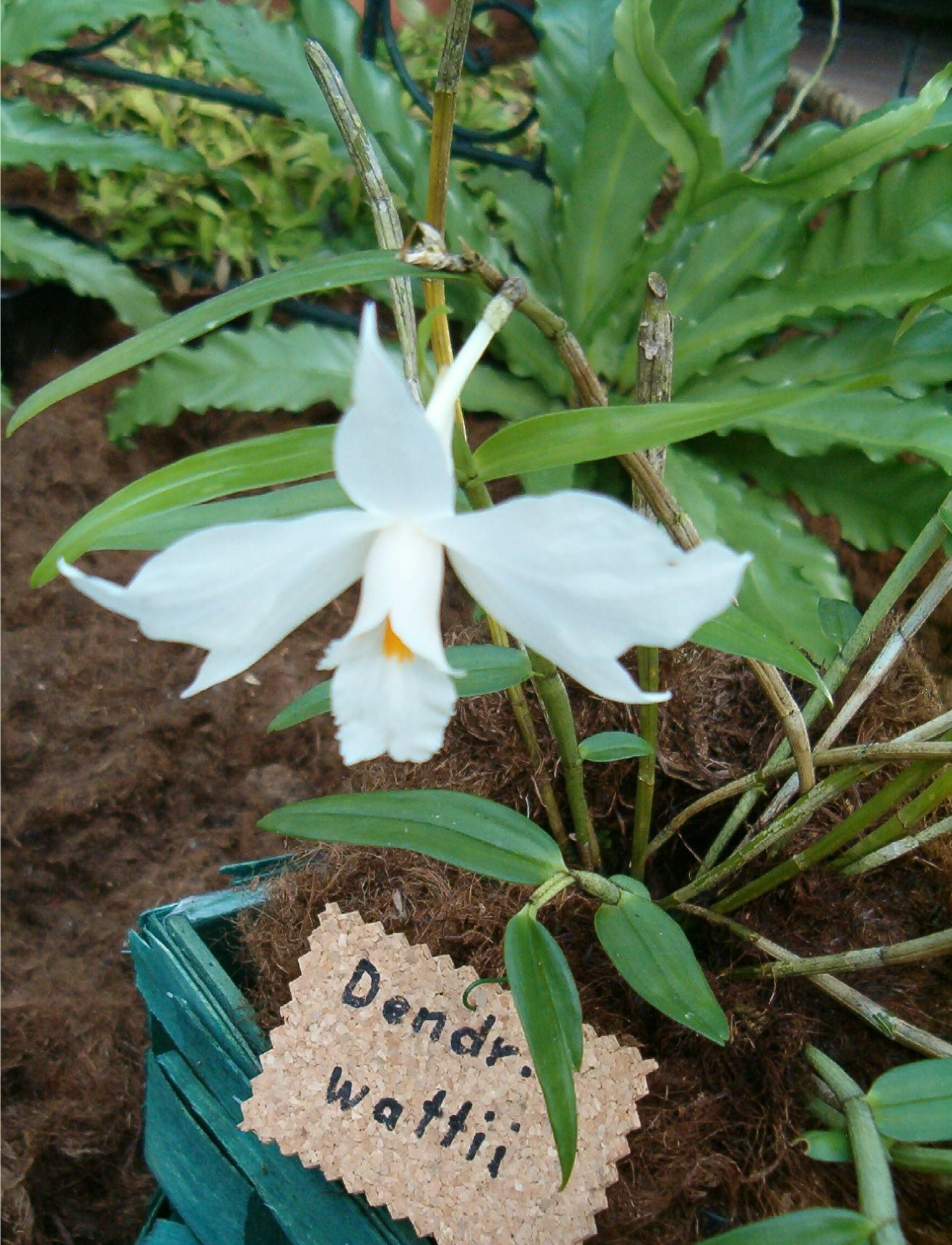
Dendrobium wattii

  - Dendrobium williamsianum var. chanii
  - Dendrobium williamsianum var. williamsianum
- Dendrobium williamsonii
- Dendrobium wilmsianum
- Dendrobium wilsonii
- Dendrobium wisselense
- Dendrobium wolterianum
- Dendrobium woluense
- Dendrobium womersleyi
- Dendrobium woodsii
- Dendrobium wulaiense

## X
- Dendrobium xanthoacron
- Dendrobium xanthogenium
- Dendrobium xanthomeson
- Dendrobium xanthophlebium
- Dendrobium xanthothece
- Dendrobium xichouensis
- Dendrobium xiphophyllum
- Dendrobium xylophyllum

## Y
- Dendrobium yeageri
- Dendrobium yengiliense
- Dendrobium ypsilon
- Dendrobium yunnanense

## Z
- Dendrobium zamboangense
- Dendrobium zonatum

## Os que não estão listados no gêneroDendrobium
- Ceraia pseudoequitans (Fessel & Lückel) M.A.Clem (foi Dendrobium pseudoequitans)
- Dipodium punctatum (was Dendrobium punctatum)
- Dockrillia, including
  - Dockrillia calamiformis (foi Dendrobium teretifolium var. fasciculatum)
  - Dockrillia cucumerina (foi Dendrobium cucumerinum)
  - Dockrillia dolichophylla (foi Dendrobium teretifolium var. aureum)
  - Dockrillia fairfaxii (foi Dendrobium teretifolium var. fairfaxii)
  - Dockrillia linguiformis (foi Dendrobium linguiforme, Dendrobium linguiforme var. huntianum
  - Dockrillia nugentii (foi Dendrobium linguiforme var. nugentii)
  - Dockrillia pugioniformis (foi Dendrobium pugioniforme)
  - Dockrillia teretifolia (foi Dendrobium teretifolium)
- Eurycaulis lucens (Rchb.f.) M.A.Clem (foi Dendrobium lucens)
- Winika cunninghamii (foi Dendrobium cunninghamii)